# Coupe du monde de football 2014
Mondial 2014
Navigation
Afrique du Sud 2010 Russie 2018

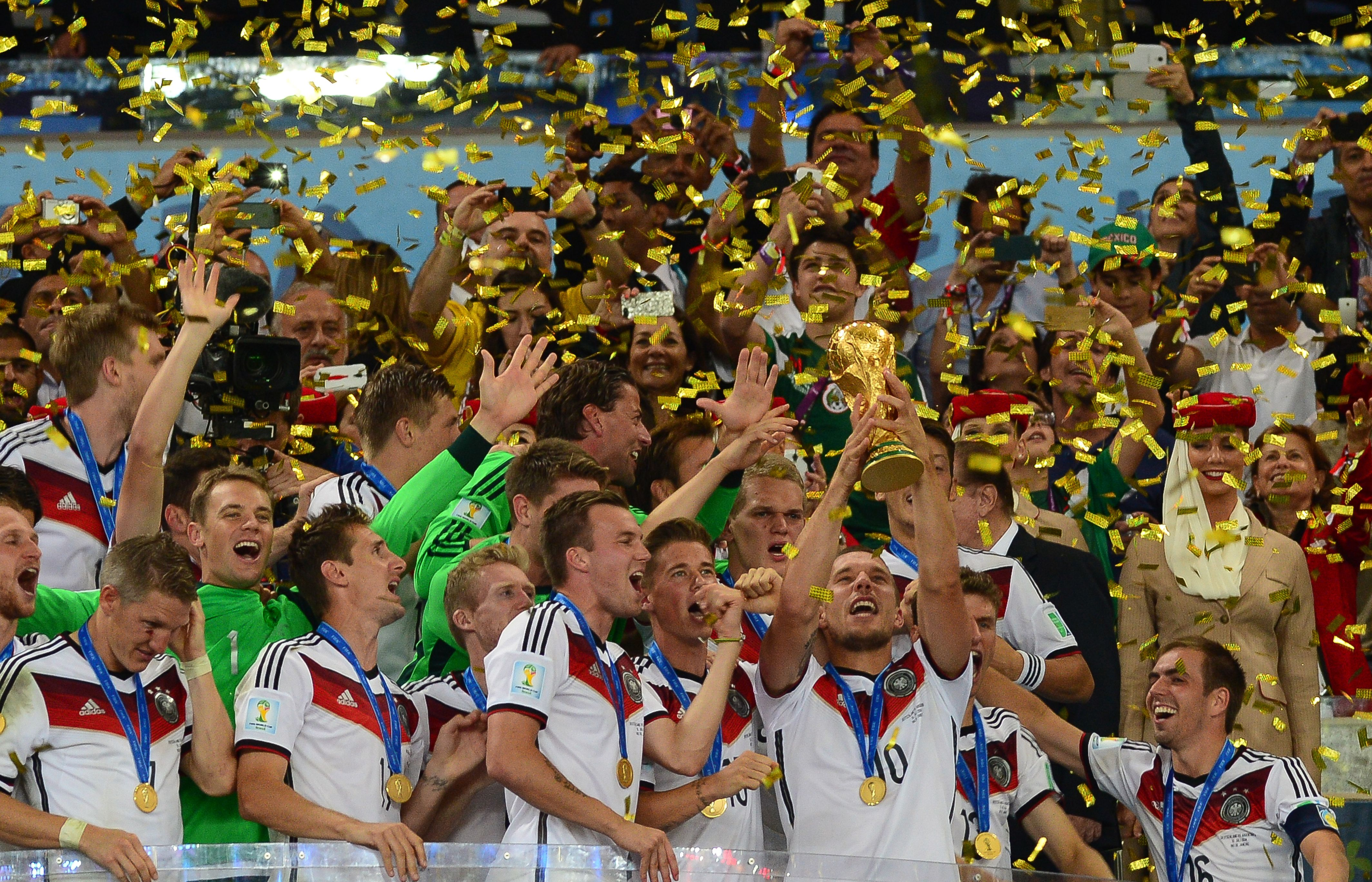
L'équipe d'Allemagne, sacrée championne du monde au Maracanã, soulève le trophée de la Coupe du monde.

La Coupe du monde de football 2014 est la 20e édition de la Coupe du monde de football, compétition organisée par la FIFA et qui réunit les trente-deux meilleures sélections nationales de football. La phase finale a lieu au Brésil du 12 juin au 13 juillet 2014. L'Allemagne remporte le titre en s'imposant en finale contre l'Argentine.
Avec le pays organisateur, toutes les équipes championnes du monde depuis 1930 (Uruguay, Italie, Allemagne, Angleterre, Argentine, France et Espagne) se sont qualifiées pour cette compétition. Elle est aussi la première compétition internationale à laquelle participe la Bosnie-Herzégovine. Le tirage au sort des huit groupes de quatre équipes du premier tour est effectué le 6 décembre 2013 à Costa do Sauípe.
Le Brésil ouvre la compétition par une victoire 3-1 face à la Croatie le 12 juin 2014 à l'Arena Corinthians de São Paulo. S'ensuit une victoire éclatante (5-1) des Néerlandais face aux Espagnols tenants du titre, sortis dès la phase de poules, la défaite du Portugal (également éliminé au premier tour) face à l'Allemagne (0-4), ainsi que la victoire de la France sur la Suisse (5-2). Le premier tour est en outre marqué par les éliminations de l'Angleterre, puis de l'Italie, quadruple championne du monde. 136 buts sont marqués lors de cette première phase du tournoi, pour une moyenne de 2,83 buts par match ce qui constitue le record pour une Coupe du monde à 32 équipes.
Huit équipes des Amériques (du nord/centrale et du sud), six équipes européennes et deux équipes africaines sont présentes en huitièmes de finale. Depuis l'élargissement du tournoi à 32 sélections, il s'agit de la première fois où les huit équipes ayant terminé en tête de leur poule au premier tour se retrouvent toutes en quarts de finale. Le Brésil, l'Allemagne, l'Argentine et les Pays-Bas, présents en demi-finales de la compétition après avoir éliminé la Colombie, la France, la Belgique et le Costa Rica, cumulent vingt et une finales de Coupe du monde et dix titres remportés. L'Allemagne est par ailleurs la première formation de l'histoire à atteindre quatre fois de suite le dernier carré du Mondial.
La demi-finale du Brésil face à l'Allemagne est marquée par le score historique de 7-1 en faveur de la Mannschaft. En finale au stade Maracanã de Rio de Janeiro, l'Allemagne et l'Argentine s'affrontent une troisième fois pour le titre après 1986 et 1990 et les Allemands s'imposent 1-0 (comme en 1990) en prolongation sur un but de Mario Götze, remportant leur quatrième Coupe du monde. L'Allemagne devient le premier pays européen à remporter une Coupe du monde sur le continent américain.
Le Colombien James Rodríguez est le meilleur buteur de ce Mondial avec six buts, l'Argentin Lionel Messi est désigné meilleur joueur, l'Allemand Manuel Neuer meilleur gardien de but et le Français Paul Pogba meilleur jeune.

## Préparation de la Coupe du monde

### Désignation du pays organisateur
Le 7 mars 2003, la FIFA annonce que la Coupe du monde sera organisée en Amérique du Sud pour la première fois depuis l'Argentine en 1978, en accord avec sa nouvelle politique, qui veut que l'organisation de la phase finale de la coupe tourne à travers les différentes confédérations continentales, poursuivant ainsi sur la lancée des dernières compétitions, Asie en 2002 avec le Japon et la Corée du Sud, Europe en 2006 avec l'Allemagne et Afrique en 2010 avec l'Afrique du Sud.
Le 17 mars 2007, les différentes fédérations de la Confédération sud-américaine de football (CONMEBOL) adoptent le Brésil comme candidat unique de la zone et ce à l'unanimité. Le Brésil dépose sa candidature officielle le 31 juillet 2007.
Le 16 juillet 2006, la Colombie se porte candidate mais le 11 avril 2007, elle retire sa candidature en raison des nombreux soutiens à la candidature brésilienne.
Durant le mois de mai 2007, la candidature de la Bolivie crée la polémique. Elle est écartée par la FIFA, faute d'avoir des stades situés à moins de 2 500 mètres d'altitude, nouvelle norme d'altitude maximale pour les matchs internationaux. L'Argentine, le Venezuela et le Paraguay apportent leur soutien à la Bolivie contre le veto de la FIFA pendant que la Colombie, le Pérou, et l'Équateur menacent, avec la Bolivie, de boycotter la Copa América 2007 au Venezuela puis le Mondial 2010 en Afrique du Sud.

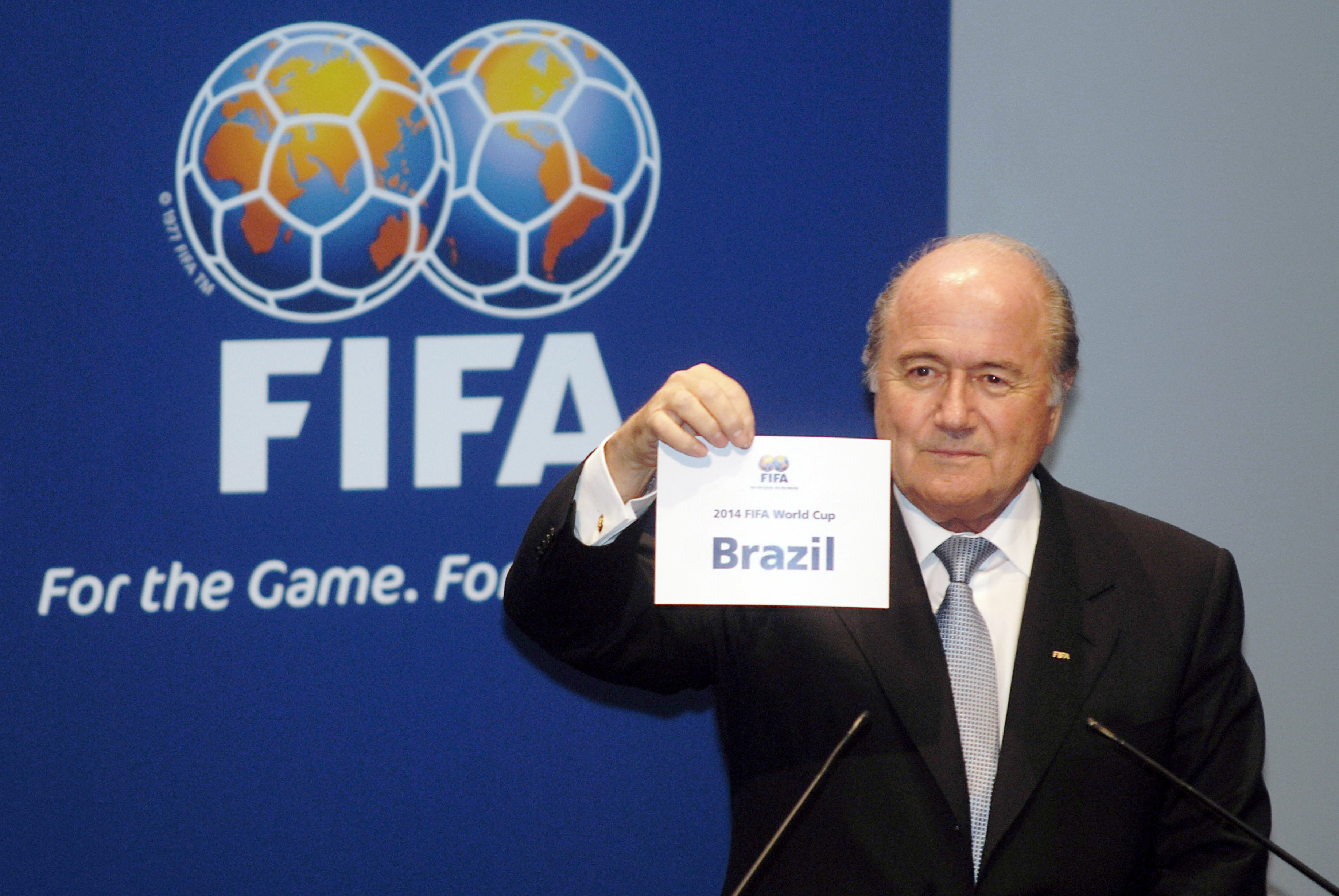
Sepp Blatter officialise le choix du Brésil en tant que pays organisateur, en 2007.

Le 30 octobre 2007, le Brésil, seul candidat, est désigné pays hôte de la Coupe du monde 2014. Il s'agit de la seconde Coupe du monde organisée dans ce pays après celle de 1950.

### Logo
L'emblème officiel de l’édition brésilienne évoque le trophée actuel de la Coupe du monde, avec trois mains se rejoignant et créant un effet paréidolique. Ces trois mains entrelacées symbolisent l’aspect humain et festif de la compétition. Le vert et le jaune font écho au drapeau national, le rouge est utilisé pour faire ressortir l'année "2014", et il existe aussi une version qui inclut le bleu, couleur également présente dans le drapeau national. Intitulé « Inspiration », ce logo a été créé par l'agence brésilienne Africa, et fut dévoilé le 8 juillet 2010 au Sandton Convention Centre de Johannesbourg. Il avait été choisi parmi 125 propositions, issues de vingt-cinq agences brésiliennes, par un jury composé de sept personnalités (l'architecte Oscar Niemeyer, le designer Hans Donner (pt), le mannequin Gisele Bundchen, l’auteur Paulo Coelho, la chanteuse Ivete Sangalo, Ricardo Teixeira et le Secrétaire Général de la FIFA, Jérôme Valcke).
Le choix de ce logo a fait l'objet de controverses. L'Association brésilienne des graphistes s'est plainte d'être exclue du projet. Certains critiques ont comparé le logo au geste consistant à se couvrir le visage avec les mains lors de frustration, de déception ou d'embarras (en anglais : facepalm), tel le graphiste brésilien Alexandre Wollner (pt) qui a déclaré « en y regardant de plus près, on peut distinguer un visage honteux caché derrière les mains ». Cette interprétation a pris tout son sens après l'élimination catastrophique de la Seleção en demi-finale.

Logo de la candidature brésilienne.
Logo de la Coupe du monde 2014.

### Mascotte
La mascotte officielle de la Coupe du monde 2014 est Fuleco (né le 1er janvier 2000), un tatou à trois bandes du Brésil (Tolypeutes tricinctus), une espèce en voie de disparition. Sa carapace est bleue et le reste de son corps est jaune. Son nom est le mot-valise de futebol (« football ») et ecologia (« écologie »).

### Musique officielle

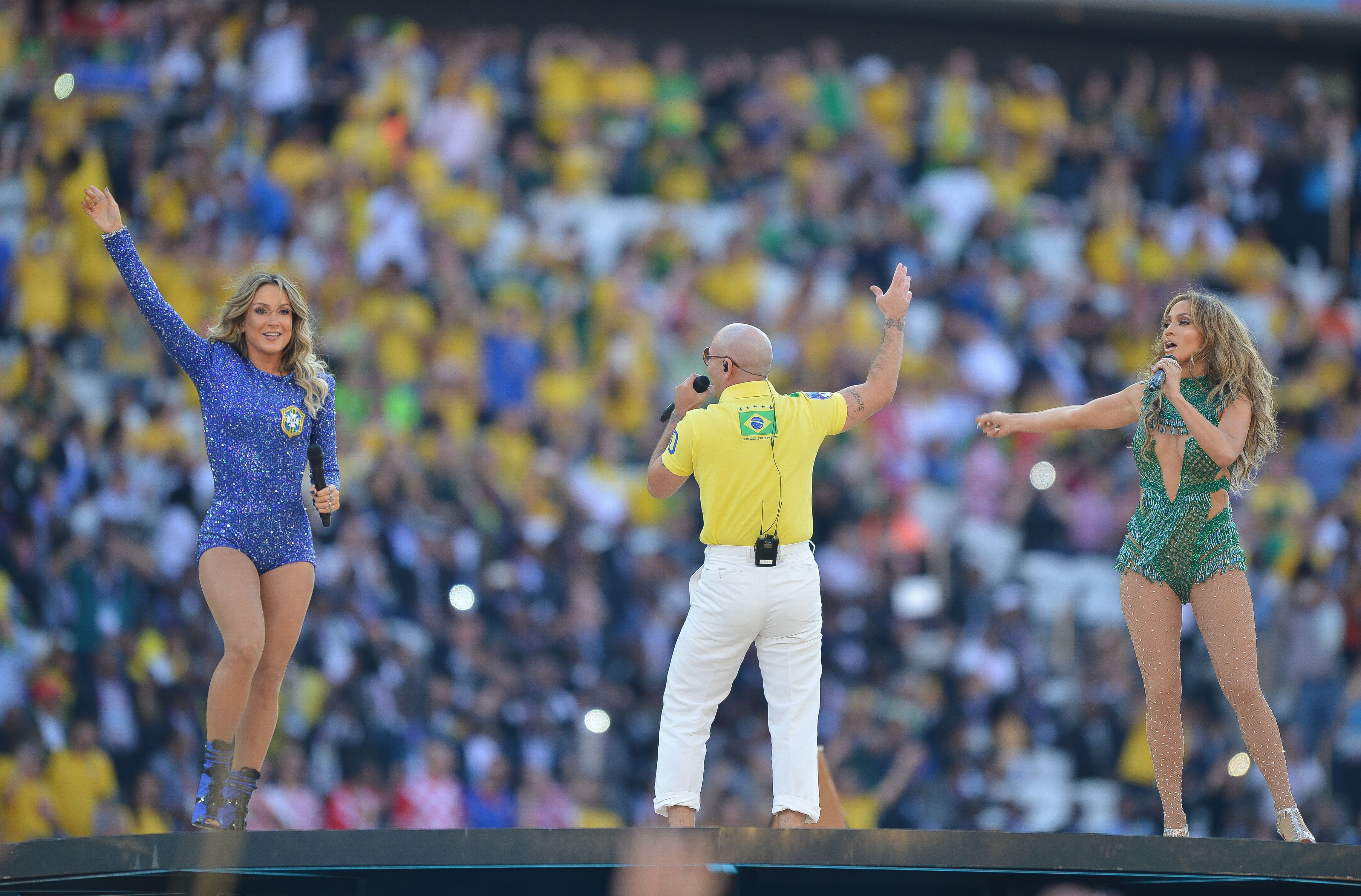
Cláudia Leite, Pitbull et Jennifer Lopez interprètent la chanson officielle durant la cérémonie d'ouverture.

La chanson officielle de la Coupe du monde 2014 est We Are One (Ola Ola). Elle a été composée et coproduite par Pitbull et est interprétée par Claudia Leite, Pitbull et Jennifer Lopez. Elle sort officiellement chez Sony Music le 8 avril 2014 et fait partie intégrante de l'album officiel de la Coupe du monde : One Love, One Rhythm qui est sorti le 12 mai 2014 (également produit par Sony Music).
L'hymne officiel, quant à lui, est Dar um Jeito (We Will Find a Way), interprété par Wyclef Jean, Carlos Santana, Avicii et Alexandre Pires. La chanson officielle de la mascotte est Tatu Bom de Bola, interprétée par Arlindo Cruz.
Parmi les musiques faisant partie de l'album officiel de la Coupe du monde 2014, il y a également la chanson vainqueur du concours SuperSong. Ce concours, organisé par Sony Music, était ouvert à n'importe quel résidant de l'un des 33 pays retenus. Les participants devaient se rendre sur le site de SuperSong, remplir un formulaire et fournir le lien vers une vidéo où on les voit chanter leur propre œuvre musicale. Le nom du grand gagnant (déterminé en partie par un vote du public mais surtout par un jury qui déterminent les finalistes puis le vainqueur) a été révélé le 10 février 2014. Il s'agit de Elijah King pour sa chanson Vida dont le morceau a été retravaillé et enregistré avec Ricky Martin. Shakira, après le succès de son titre et chanson officielle de la Coupe du monde 2010 Waka Waka (This Time for Africa), figure à nouveau sur l'album officiel avec une chanson intitulée La La La.

### Primes
Le montant des primes versées par la FIFA augmente de 37 % par rapport à l'édition précédente, s'élevant ainsi à 576 millions de dollars américains.
Le vainqueur de la compétition recevra 35 millions de dollars, l'autre finaliste 25 millions, le troisième 22 millions et le quatrième 20 millions.
Les quatre autres quart-de-finaliste auront chacun 14 millions de dollars.
Les équipes étant sorties de leur groupe mais éliminées en huitièmes de finale recevront 9 millions et celles qui ne passent pas la première phase de groupe 8 millions auxquels s'ajoutent 1,5 million de dollars que la FIFA verse à toutes les équipes pour couvrir leurs « frais de préparation ».
Les clubs qui fournissent des joueurs pour la Coupe du monde sont également récompensés et se partagent une enveloppe de 70 millions de dollars.
Enfin, 20 millions de dollars seront reversés pour des projets liés au football au Brésil.

### Ballon officiel
Le ballon officiel de cette Coupe du monde se nomme Brazuca. Fabriqué par Adidas, le nom du ballon a été révélé le 2 septembre 2013 et sa forme définitive a été dévoilée le 3 décembre 2013,.
Le Brazuca final Rio est le ballon utilisé lors de la finale confrontant l'Argentine et l'Allemagne. Il arbore des couleurs dorées et vertes du trophée de la Coupe du monde de football.

### Technologie sur la ligne de but
Pour la première fois dans l'histoire de la Coupe du monde, une technologie dite « sur la ligne de but » a été mise en place pour permettre aux arbitres de savoir si le ballon a franchi intégralement ou non la ligne de but. Celle qui a été retenue pour la coupe du monde 2014 est celle développée par GoalControl. Les douze stades de la compétition ont ainsi été équipés de 14 caméras à haute vitesse (7 par but). Lors des matchs, un ordinateur analyse en permanence les images et envoie un signal à l'arbitre central si la balle a franchi intégralement la ligne de but. Une restitution en 3D est disponible pour être diffusée par les télévisions et par les écrans des stades.
La première utilisation de cette technologie dans l'arbitrage l'a été lors du match du groupe E entre la France et le Honduras où l'arbitre a validé un but du gardien hondurien Noel Valladares  contre son camp, à la suite d'une frappe sur un des poteaux de l'attaquant français Karim Benzema.

### Spray temporaire
L'usage du spray temporaire est popularisé lors de cette coupe du monde. Cet outil est utilisé par les arbitres qui matérialisent avec une ligne droite l’emplacement du mur lors d’un coup franc pour faire respecter les 9,15 mètres réglementaires, et un arc de cercle devant le tireur de coup franc pour l'empêcher de rapprocher le ballon de la cage de but.

### Pause fraîcheur
Une autre innovation de cette Coupe du monde est l'introduction de pauses fraîcheur (cooling breaks en anglais), permettant aux joueurs de se désaltérer et de se réhydrater lorsque les conditions météos sont trop exigeantes.
Pour pouvoir bénéficier de cette pause d'une durée de 3 minutes, il faut que la température au thermomètre-globe mouillé atteigne ou dépasse 32 °C. Il est laissé à l'arbitre l'opportunité de décider de faire une pause, qui ne pourra se produire qu'après 30 minutes de jeu, en première ou seconde période, et alors que le ballon n'est pas en jeu.
Le premier match à en bénéficier est le match États-Unis-Portugal du groupe G, le 22 juin 2014, à Manaus. Le huitième de finale Pays-Bas-Mexique, le 29 juin 2014, à Fortaleza, est le premier match à élimination directe à en bénéficier.

### Billetterie
Le prix des 3,3 millions de billets, disponibles à partir du 20 août 2013, est fixé selon une stratégie de catégorisation de la FIFA : prix minimum de 10 euros réservés aux Brésiliens les plus défavorisés (étudiants, personnes âgées et participants au Bolsa Familia, un programme social pour lutter contre la pauvreté) et de 68 euros pour les supporters étrangers, les autres prix variant en fonction du match et de l'emplacement (jusqu'à 750 euros pour la finale au stade Maracanã de Rio),.
La FIFA attribue la moitié des billets aux supporters, les autres étant réservés aux officiels, aux entreprises et aux sponsors (600 000 billets, les six grands partenaires étant Adidas, Coca-Cola, Hyundai-Kia Motors, Emirates, Sony et Visa). La FIFA alloue 450 000 billets pour les programmes de relations publiques et se garde 200 000 billets pour les affiliés commerciaux de la FIFA, ses membres et le Comité organisateur local (COL).

### Villes et stades
Les douze villes accueillant des matches sont annoncées le 31 mai 2009. Les villes de Belém, Campo Grande, Florianópolis, Goiânia et Rio Branco ne sont pas retenues.
| Belo Horizonte | Brasilia | Cuiabá | Curitiba                                             |
| --- | --- | --- | ---------------------------------------------------- |
| Mineirão Capacité : 62 547 (stade rénové)                                                                            | Estádio Nacional Capacité : 70 064 (stade reconstruit)                                                               | Arena Pantanal Capacité : 42 968 (nouveau stade)                                                                     | Arena da Baixada Capacité : 41 456 (stade rénové)    |
| | | |                                                      |
| Fortaleza | Belo Horizonte Brasilia Cuiabá Curitiba Fortaleza Natal Recife Manaus Porto Alegre Salvador Rio de Janeiro Saõ Paulo | Belo Horizonte Brasilia Cuiabá Curitiba Fortaleza Natal Recife Manaus Porto Alegre Salvador Rio de Janeiro Saõ Paulo | Manaus                                               |
| Estádio Castelão Capacité : 64 846 (stade rénové)                                                                    | Belo Horizonte Brasilia Cuiabá Curitiba Fortaleza Natal Recife Manaus Porto Alegre Salvador Rio de Janeiro Saõ Paulo | Belo Horizonte Brasilia Cuiabá Curitiba Fortaleza Natal Recife Manaus Porto Alegre Salvador Rio de Janeiro Saõ Paulo | Arena Amazônia Capacité : 42 374 (nouveau stade)     |
| | Belo Horizonte Brasilia Cuiabá Curitiba Fortaleza Natal Recife Manaus Porto Alegre Salvador Rio de Janeiro Saõ Paulo | Belo Horizonte Brasilia Cuiabá Curitiba Fortaleza Natal Recife Manaus Porto Alegre Salvador Rio de Janeiro Saõ Paulo |                                                      |
| Natal | Belo Horizonte Brasilia Cuiabá Curitiba Fortaleza Natal Recife Manaus Porto Alegre Salvador Rio de Janeiro Saõ Paulo | Belo Horizonte Brasilia Cuiabá Curitiba Fortaleza Natal Recife Manaus Porto Alegre Salvador Rio de Janeiro Saõ Paulo | Porto Alegre                                         |
| Arena das Dunas Capacité : 42 086 (nouveau stade)                                                                    | Belo Horizonte Brasilia Cuiabá Curitiba Fortaleza Natal Recife Manaus Porto Alegre Salvador Rio de Janeiro Saõ Paulo | Belo Horizonte Brasilia Cuiabá Curitiba Fortaleza Natal Recife Manaus Porto Alegre Salvador Rio de Janeiro Saõ Paulo | Estádio Beira-Rio Capacité : 48 849 (stade rénové)   |
| | Belo Horizonte Brasilia Cuiabá Curitiba Fortaleza Natal Recife Manaus Porto Alegre Salvador Rio de Janeiro Saõ Paulo | Belo Horizonte Brasilia Cuiabá Curitiba Fortaleza Natal Recife Manaus Porto Alegre Salvador Rio de Janeiro Saõ Paulo |                                                      |
| São Lourenço da Mata près de Recife                                                                                  | Rio de Janeiro | Salvador | São Paulo                                            |
| Arena Pernambuco Capacité : 44 248 (nouveau stade)                                                                   | Stade Maracanã Capacité : 76 804 (stade rénové)                                                                      | Arena Fonte Nova Capacité : 48 747 (stade reconstruit)                                                               | Arena de São Paulo Capacité : 65 807 (nouveau stade) |
| | | |                                                      |
| Belo Horizonte Brasilia Cuiabá Curitiba Fortaleza Natal Recife Manaus Porto Alegre Salvador Rio de Janeiro Saõ Paulo | | |                                                      |

### Écrans géants
Le 24 avril 2014, la FIFA confirme les emplacements des écrans géants (FIFA Fan Fests) dans les douze villes hôtes :
- Belo Horizonte (Minas Gerais) – Praça da Estação
- Brasilia (District fédéral) – Esplanada dos Ministerios
- Cuiabá (Mato Grosso) – Parque de Exposições
- Curitiba (Paraná) – Parque Barigui
- Fortaleza (Ceará) – Plage d'Iracema (Aterrao)
- Manaus (Amazonas) – Memorial Encontro das Aguas
- Natal (Rio Grande do Norte) – Praia do Forte
- Porto Alegre (Rio Grande do Sul) – Praça Glenio Perez
- Recife (Pernambouc) – Marco Zero
- Rio de Janeiro (Rio de Janeiro) – Plage de Copacabana
- Salvador (Bahia) – Jardim de Alah
- São Paulo (São Paulo) – Vale do Anhagabau

## Critiques et contestations
Le 17 juin 2013, des manifestations dans toutes les villes importantes du pays réunissent des dizaines de milliers de personnes pour protester contre les dépenses occasionnées par l'organisation de la Coupe du monde. Le slogan « Brésil réveille-toi, un professeur vaut plus que Neymar ! » vise en particulier les constructions de stades considérées comme inutiles,. Selon le journaliste sportif Jérôme Latta (Les Cahiers du football), « le contraste entre les dépenses somptuaires consenties pour l'édification de nouveaux stades et d'infrastructures, et les difficultés rencontrées par les populations […] fait fonction de détonateur de la mobilisation ». Le président de la FIFA Sepp Blatter rejette les accusations des manifestants, les qualifiant d’opportunistes. Plusieurs membres de l'équipe nationale affichent leur soutien aux contestataires, tandis que Pelé appelle au contraire à la fin des manifestations. Le président de l'UEFA Michel Platini dit comprendre les raisons pour lesquelles le peuple brésilien descend dans la rue, mais demande la suspension des manifestations le temps de la Coupe du monde, afin de partager des valeurs positives autour de l'événement, ce qui se réalise.
Parmi les critiques récurrentes apparaissent également le retard de plusieurs chantiers (stades, infrastructures, transports) et la violence endémique.
Sont critiquées également les lois adoptées par le gouvernement de Dilma Rousseff, dites « loi générale de la Coupe », qui définissent des zones commerciales exclusives autour des stades au seul bénéfice des partenaires de la FIFA et instaurent des tribunaux d’exception pour sanctionner les atteintes à l'image de la FIFA.

## Controverse sur l'attribution des marchés
Andrade Gutierrez, acteur majeur du BTP au Brésil, reconnait en décembre 2016 avoir participé à un cartel pour truquer les marchés d'attribution des travaux de construction ou rénovation d'« au moins cinq stades » du Mondial-2014 de football. « Il existe des indices selon lesquels les marchés d'attribution des travaux d'au moins cinq stades du Mondial ont été manipulés par un cartel », selon le journal Cade, avec qui Andrade Gutierrez a signé un "accord de clémence" par lequel elle s'engage à collaborer activement à l'enquête, a indiqué le Conseil administratif de défense économique. Le groupe de BTP brésilien assure que les marchés des travaux des stades Arena Castelão de Fortaleza (nord-est), Arena das Dunas de Natal (nord) et Arena Fonte Nova, de Salvador de Bahia (nord-est), ont été également entachés d'irrégularités auxquelles il n'avait pas lui-même participé. Les activités frauduleuses de ce cartel se sont étalées entre 2007 et 2011, selon le Cade.

## Acteurs de la Coupe du monde

### Arbitres
En mars 2013, la FIFA publie une liste des 52 arbitres supervisés, venant des six confédérations. Chacun d'entre eux est accompagné de deux assistants. Le 14 janvier 2014, le comité des arbitres de la FIFA publie le choix des 25 trios et 8 duos d'arbitres en réserve, venant de 43 pays différents.
| Confédération | Arbitre                 | Arbitres assistants                                           |
| ------------- | ----------------------- | ------------------------------------------------------------- |
| AFC           | Ravshan Irmatov         | Abdukhamidullo Rasulov Bahadyr Kochkarov                      |
| AFC           | Yuichi Nishimura        | Toru Sagara Toshiyuki Nagi                                    |
| AFC           | Nawaf Shukralla         | Yaser Tulefat Ebrahim Saleh                                   |
| AFC           | Ben Williams            | Matthew Cream Hakan Anaz                                      |
| CAF           | Noumandiez Doué         | Songuifolo Yeo Jean-Claude Birumushahu                        |
| CAF           | Bakary Gassama          | Evarist Menkouande Félicien Kabanda                           |
| CAF           | Djamel Haimoudi         | Abdelhak Etchiali Redouane Achik                              |
| CONCACAF      | Joel Aguilar            | William Torres Juan Zumba                                     |
| CONCACAF      | Mark Geiger             | Mark Hurd Joe Fletcher                                        |
| CONCACAF      | Marco Rodríguez         | Marvin Torrentera Marcos Quintero                             |
| CONMEBOL      | Néstor Pitana           | Hernán Maidana Juan Pablo Belatti                             |
| CONMEBOL      | Sandro Ricci            | Emerson De Carvalho Marcelo Van Gasse                         |
| CONMEBOL      | Enrique Osses           | Carlos Astroza Sergio Román                                   |
| CONMEBOL      | Wilmar Roldán           | Humberto Clavijo (exclu en cours de compétition) Eduardo Díaz |
| CONMEBOL      | Carlos Vera             | Christian Lescano Byron Romero                                |
| OFC           | Peter O'Leary           | Jan-Hendrik Hintz Ravinesh Kumar                              |
| UEFA          | Felix Brych             | Stefan Lupp Mark Borsch                                       |
| UEFA          | Cüneyt Çakır            | Bahattin Duran Tarık Ongun                                    |
| UEFA          | Jonas Eriksson          | Mathias Clasenius Daniel Wärnmark                             |
| UEFA          | Björn Kuipers           | Sander van Roekel Erwin Zeinstra                              |
| UEFA          | Milorad Mažić           | Milovan Ristić Dalibor Djurdjević                             |
| UEFA          | Pedro Proença           | Bertino Miranda Tiago Trigo                                   |
| UEFA          | Nicola Rizzoli          | Renato Faverani Andrea Stefani                                |
| UEFA          | Carlos Velasco Carballo | Roberto Alonso Fernández Juan Carlos Yuste Jiménez            |
| UEFA          | Howard Webb             | Mike Mullarkey Darren Cann                                    |

| Confédération | Arbitre réserve        | Arbitre assistant réserve |
| ------------- | ---------------------- | ------------------------- |
| AFC           | Alireza Faghani        | Hassan Kamranifar         |
| CAF           | Néant Alioum           | Djibril Camara            |
| CAF           | Daniel Bennett         | Aden Marwa                |
| CONCACAF      | Roberto Moreno Salazar | Eric Boria                |
| CONCACAF      | Walter Lopez           | Leonel Leal               |
| CONMEBOL      | Víctor Hugo Carrillo   | Rodney Aquino             |
| OFC           | Norbert Hauata         | Mark Rule                 |
| UEFA          | Svein Oddvar Moen      | Kim Haglund               |

### Équipes qualifiées

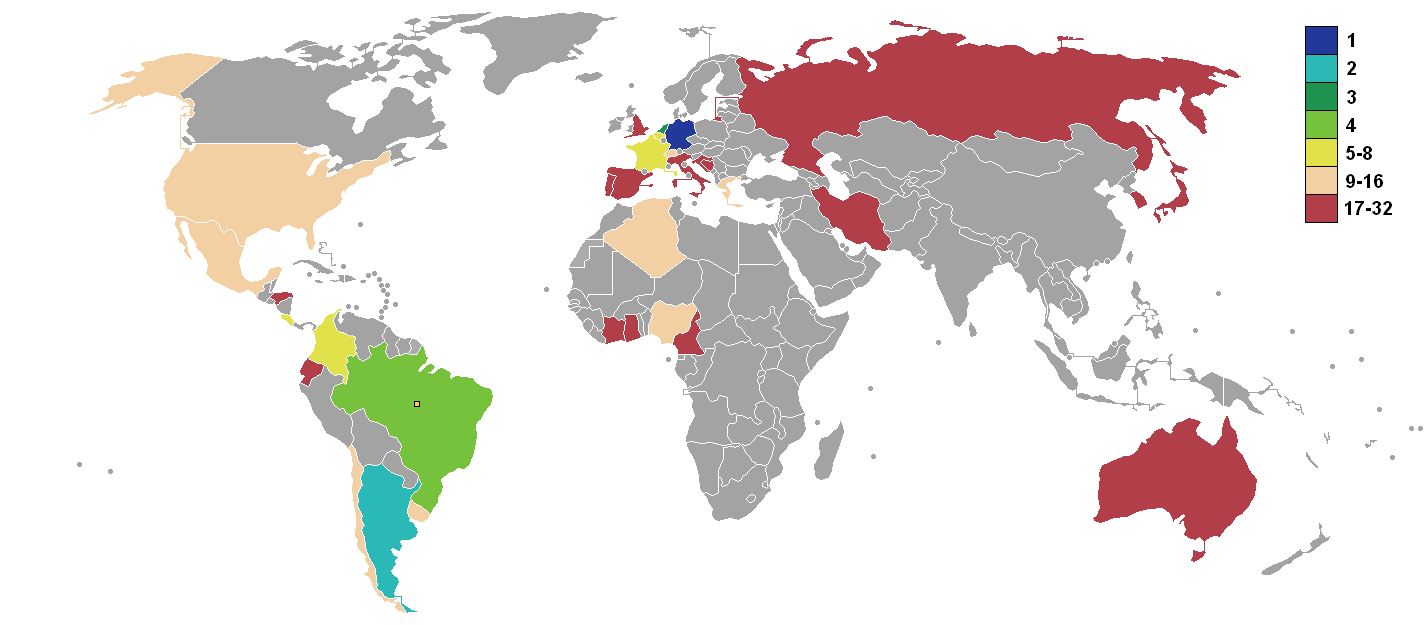
Les équipes participant à la Coupe du monde 2014

Le tirage au sort des groupes de qualifications pour la Coupe du monde 2014 a eu lieu le 30 juillet 2011 à Rio de Janeiro. 204 nations de 6 confédérations sont inscrites pour 31 places disponibles pour le tournoi final (la 32e place étant attribuée au Brésil, pays organisateur). Le tirage au sort final de la compétition a eu lieu le 6 décembre 2013.
| Europe (UEFA) 13 places | Amérique du Sud (CONMEBOL) 6 places (dont une au pays hôte) | Afrique (CAF) 5 places |
| --- | --- | --- |
| Allemagne : 18e phase finale Italie : 18e phase finale Angleterre : 14e phase finale Espagne T : 14e phase finale France : 14e phase finale Belgique : 12e phase finale Pays-Bas : 10e phase finale Suisse : 10e phase finale Portugal : 6e phase finale Croatie : 4e phase finale Grèce : 3e phase finale Russie : 3e phase finale Bosnie-Herzégovine : 1re phase finale | Brésil PO : 20e phase finale Argentine : 16e phase finale Uruguay : 12e phase finale Chili : 9e phase finale Colombie : 5e phase finale Équateur : 3e phase finale | Cameroun : 7e phase finale Nigeria : 5e phase finale Algérie : 4e phase finale Côte d'Ivoire : 3e phase finale Ghana : 3e phase finale |
| Allemagne : 18e phase finale Italie : 18e phase finale Angleterre : 14e phase finale Espagne T : 14e phase finale France : 14e phase finale Belgique : 12e phase finale Pays-Bas : 10e phase finale Suisse : 10e phase finale Portugal : 6e phase finale Croatie : 4e phase finale Grèce : 3e phase finale Russie : 3e phase finale Bosnie-Herzégovine : 1re phase finale | Amérique du Nord, Centrale et Caraïbes (CONCACAF) 4 places | Asie (AFC) 4 places |
| Allemagne : 18e phase finale Italie : 18e phase finale Angleterre : 14e phase finale Espagne T : 14e phase finale France : 14e phase finale Belgique : 12e phase finale Pays-Bas : 10e phase finale Suisse : 10e phase finale Portugal : 6e phase finale Croatie : 4e phase finale Grèce : 3e phase finale Russie : 3e phase finale Bosnie-Herzégovine : 1re phase finale | Mexique : 15e phase finale États-Unis : 10e phase finale Costa Rica : 4e phase finale Honduras : 3e phase finale                                                   | Corée du Sud : 9e phase finale Japon : 5e phase finale Australie : 4e phase finale Iran : 4e phase finale                              |

### Listes de joueurs
Chaque association nationale doit soumettre au plus tard le 13 mai 2014, soit 30 jours avant le match d'ouverture, une liste préliminaire de 30 joueurs. La liste définitive de 23 joueurs dont trois gardiens de but, qui doivent être choisis parmi ceux de la liste préliminaire, doit être transmise au plus tard le 2 juin, 10 jours avant le match d'ouverture. Un joueur de cette liste ne peut être remplacé qu'en cas de blessure grave survenue au plus tard 24 heures avant le premier match de son équipe, et sur approbation de la Commission médicale de la FIFA.

## Tirage au sort
Le tirage au sort de la phase finale de la coupe du monde 2014 a lieu le 6 décembre 2013 à 13 heures (heure locale) à Costa do Sauípe près de Salvador.
La répartition des équipes qualifiées dans chacun des quatre chapeaux a été décidée le 3 décembre par la commission d'organisation de la Coupe du monde.
Les têtes de séries sont dans le premier chapeau. Il se compose du Brésil, pays organisateur, et des sept premières équipes de l’avant-dernier classement FIFA en date (octobre 2013) et non du dernier (novembre 2013) pour ne pas favoriser les équipes barragistes. Le Brésil n'est que onzième au classement FIFA en octobre 2013 et ne serait pas tête de série s'il n'était pas organisateur de la Coupe du monde.
Le chapeau 2 contient sept équipes, deux sud-américaines et cinq africaines. Le chapeau 3 contient huit équipes, quatre asiatiques et quatre d'Amérique du Nord et Centrale ainsi que des Caraïbes.
Le chapeau 4 contient neuf équipes européennes, il est donc prévu de commencer par tirer au sort une de ces équipes et de la reverser dans le chapeau 2 qui ne contient que sept équipes. Le tirage au sort du 6 décembre 2013 commence donc par là et c'est l'Italie qui est reversée. Le tirage au sort a été ainsi prévu qu’il ne soit pas possible pour trois équipes européennes d’être dans une même poule, de même avec l’impossibilité d’avoir des rencontres entre pays sud-américains au premier tour.
| Chapeau 1 | Chapeau 2                                                          | Chapeau 3                                                                | Chapeau 4                                                                   |
| --- | ------------------------------------------------------------------ | ------------------------------------------------------------------------ | --------------------------------------------------------------------------- |
| Brésil (11) (pays hôte) Espagne (1) Allemagne (2) Argentine (3) Colombie (4) Belgique (5) Uruguay (6) Suisse (7) | Chili Équateur Côte d'Ivoire Ghana Algérie Nigeria Cameroun Italie | États-Unis Mexique Costa Rica Honduras Iran Japon Corée du Sud Australie | Angleterre Bosnie-Herzégovine Croatie France Grèce Pays-Bas Portugal Russie |

| Groupe A      | Groupe B                | Groupe C           | Groupe D          |
| ------------- | ----------------------- | ------------------ | ----------------- |
| Brésil (3)    | Espagne (1)             | Colombie (8)       | Uruguay (7)       |
| Croatie (18)  | Pays-Bas (15)           | Grèce (12)         | Costa Rica (28)   |
| Mexique (20)  | Chili (14)              | Côte d'Ivoire (23) | Angleterre (10)   |
| Cameroun (56) | Australie (62)          | Japon (46)         | Italie (9)        |
| Groupe E      | Groupe F                | Groupe G           | Groupe H          |
| Suisse (6)    | Argentine (5)           | Allemagne (2)      | Belgique (11)     |
| Équateur (26) | Bosnie-Herzégovine (21) | Portugal (4)       | Algérie (22)      |
| France (17)   | Iran (43)               | Ghana (37)         | Russie (19)       |
| Honduras (33) | Nigeria (44)            | États-Unis (13)    | Corée du Sud (57) |

## Déroulement de la phase finale

### Cérémonie d'ouverture
La cérémonie d'ouverture a lieu le 12 juin 2014, deux heures avant le coup d'envoi du match d'ouverture Brésil-Croatie, dans la nouvelle Arena de São Paulo.
Les artistes invités interprétant We Are One sont Jennifer Lopez, Cláudia Leite et Pitbull.

### Premier tour
Format
Il s'agit du même format que celui utilisé depuis 1998. Les trente-deux équipes sont réparties en huit groupes de quatre. Chacune affronte les trois autres de son groupe. À l'issue de la dernière journée, les deux premiers de chaque groupe sont qualifiés pour les huitièmes de finale.
Le système suivant d'attribution de points est appliqué :
3 points pour un match gagné; 1 point pour un match nul; 0 point pour un match perdu.
Dans un groupe, lorsque des équipes se retrouvent à égalité de points, elles sont classées et départagées suivant :
1. la meilleure différence de buts ;
2. le plus grand nombre de buts marqués ;
3. le plus grand nombre de points obtenus dans les matchs entre équipes concernées ;
4. la meilleure différence de buts dans les matchs entre équipes concernées ;
5. le plus grand nombre de buts marqués dans les matchs entre équipes concernées ;

Si, à l'issue de la dernière journée, le départage des équipes à égalité dans un groupe est impossible suivant les critères ci-dessus et qu'une place qualificative ou le placement dans le tableau final est en jeu, alors un tirage au sort est effectué par la commission d’organisation de la FIFA.
Résumé
À l'issue des 48 rencontres du premier tour, la moyenne de buts s'établit à 2,83 par match, pour 136 buts marqués en tout, ce qui constitue le record pour une Coupe du monde à 32 équipes. Le match le plus prolifique est le France-Suisse du 20 juin avec 7 buts (victoire de la France 5-2). Le premier tour est marqué par l'élimination de l'Espagne, tenante du titre, acquise après deux défaites initiales (face aux Pays-Bas puis au Chili). Elle rejoint la France en 2002 et l’Italie en 2010, autres tenants du titre qui ont quitté la compétition avant les huitièmes de finale. Les autres équipes de marque éliminées au premier tour sont l'Italie, l'Angleterre et le Portugal. Les équipes qui comptent trois victoires au premier tour soit neuf points, sont les Pays-Bas (Groupe B), la Colombie (C), l'Argentine (F) et la Belgique (H).
Cinq équipes d'Amérique du Sud, trois équipes d'Amérique du Nord, centrale et Caraïbes, six équipes européennes et deux équipes africaines atteignent le second tour.
Les meilleurs buteurs du premier tour sont l'Allemand Thomas Müller, l'Argentin Lionel Messi et le Brésilien Neymar avec quatre buts. Le Colombien James Rodríguez est désigné meilleur joueur du premier tour par un classement du sponsor officiel Castrol fondé sur des statistiques de jeu et publié sur le site de la FIFA.

#### Groupe A
|   | Équipe   | Pts | J | G | N | P | BP | BC | Diff |
| 1 | Brésil   | 7   | 3 | 2 | 1 | 0 | 7  | 2  | 5    |
| 2 | Mexique  | 7   | 3 | 2 | 1 | 0 | 4  | 1  | 3    |
| 3 | Croatie  | 3   | 3 | 1 | 0 | 2 | 6  | 6  | 0    |
| 4 | Cameroun | 0   | 3 | 0 | 0 | 3 | 1  | 9  | -8   |

1re journée
| Match d'ouverture              | Brésil                            | 3 - 1   | Croatie           | Arena Corinthians, São Paulo                      |                                                   |
| 12 juin 2014 17 h heure locale | Neymar 29e 71e (pen.) · Oscar 90e | (1 - 1) | 11e (csc) Marcelo | Spectateurs : 62 103 Arbitrage : Yuichi Nishimura | Spectateurs : 62 103 Arbitrage : Yuichi Nishimura |
| 12 juin 2014 17 h heure locale | Rapport                           |         |                   | Spectateurs : 62 103 Arbitrage : Yuichi Nishimura | Spectateurs : 62 103 Arbitrage : Yuichi Nishimura |

| Match 2                        | Mexique     | 1 - 0   | Cameroun | Arena das Dunas, Natal                         |                                                |
| 13 juin 2014 13 h heure locale | Peralta 61e | (0 - 0) |          | Spectateurs : 39 216 Arbitrage : Wilmar Roldán | Spectateurs : 39 216 Arbitrage : Wilmar Roldán |
| 13 juin 2014 13 h heure locale | Rapport     |         |          | Spectateurs : 39 216 Arbitrage : Wilmar Roldán | Spectateurs : 39 216 Arbitrage : Wilmar Roldán |

2e journée
| Match 17                       | Brésil  | 0 - 0   | Mexique | Estádio Castelão, Fortaleza                   |                                               |
| 17 juin 2014 16 h heure locale |         | (0 - 0) |         | Spectateurs : 60 342 Arbitrage : Cüneyt Çakır | Spectateurs : 60 342 Arbitrage : Cüneyt Çakır |
| 17 juin 2014 16 h heure locale | Rapport |         |         | Spectateurs : 60 342 Arbitrage : Cüneyt Çakır | Spectateurs : 60 342 Arbitrage : Cüneyt Çakır |

| Match 18                       | Cameroun | 0 - 4   | Croatie                                                                                 | Arena Amazônia, Manaus                         |                                                |
| 18 juin 2014 18 h heure locale |          | (0 - 1) | 11e Olić (Perišić ) · 48e Perišić · 61e Mandžukić (Pranjić ) · 73e Mandžukić (Eduardo ) | Spectateurs : 39 982 Arbitrage : Pedro Proença | Spectateurs : 39 982 Arbitrage : Pedro Proença |
| 18 juin 2014 18 h heure locale | Rapport  |         |                                                                                         | Spectateurs : 39 982 Arbitrage : Pedro Proença | Spectateurs : 39 982 Arbitrage : Pedro Proença |

3e journée
| Match 33                       | Cameroun          | 1 - 4   | Brésil                                                                                            | Estádio Nacional, Brasilia                      |                                                 |
| 23 juin 2014 17 h heure locale | ( Nyom) Matip 26e | (1 - 2) | 17e Neymar (Gustavo ) · 35e Neymar (Marcelo ) · 49e Fred (David Luiz ) · 84e Fernandinho (Oscar ) | Spectateurs : 69 112 Arbitrage : Jonas Eriksson | Spectateurs : 69 112 Arbitrage : Jonas Eriksson |
| 23 juin 2014 17 h heure locale | Rapport           |         |                                                                                                   | Spectateurs : 69 112 Arbitrage : Jonas Eriksson | Spectateurs : 69 112 Arbitrage : Jonas Eriksson |

| Match 34                       | Croatie                | 1 - 3   | Mexique                                                                     | Arena Pernambuco, Recife                         |                                                  |
| 23 juin 2014 17 h heure locale | ( Rakitić) Perišić 87e | (0 - 0) | 72e Márquez (Herrera ) · 75e Guardado (Peralta ) · 82e Hernández (Márquez ) | Spectateurs : 41 212 Arbitrage : Ravshan Irmatov | Spectateurs : 41 212 Arbitrage : Ravshan Irmatov |
| 23 juin 2014 17 h heure locale | Rapport                |         |                                                                             | Spectateurs : 41 212 Arbitrage : Ravshan Irmatov | Spectateurs : 41 212 Arbitrage : Ravshan Irmatov |

Dans un groupe relevé, le Brésil, pays hôte, imparable lors de la Coupe des confédérations 2013 qu'il a remporté, est l'incontestable favori et figure parmi les prétendants à la victoire finale. Pour la deuxième place, la lutte s'annonce ouverte. La Croatie et le Mexique veulent se rattraper après une fin de campagne de qualification ratée avec des contre-performances et un ou plusieurs changements de sélectionneurs en l'espace de quelques mois. Cependant, la Croatie a toujours disposé de joueurs de talent dans toutes ses lignes évoluant dans de grands clubs européens tandis que le Mexique, après avoir essayé de se passer de ses joueurs évoluant en Europe pendant les éliminatoires laborieux, a utilisé les six mois de préparation pour les réintégrer. Ces deux nations ont réussi leurs matches de préparation ce qui laisse penser à  une reprise de confiance. Le Cameroun est quant à lui secoué par les problèmes internes entre instabilité et querelles financières. Éliminés avec trois défaites au Mondial 2010, les Camerounais se sont illustrés juste avant la compétition en refusant d'embarquer dans l'avion à cause d'une affaire de primes. Outre la fragilité de l'ambiance, les Lions indomptables, malgré plusieurs joueurs talentueux, souffrent également d'un déséquilibre entre les grands joueurs des compétitions européennes concentrés sur certains postes, et d'autres secteurs laissés dangereusement vides. Leur préparation a été irrégulière avec deux défaites inquiétantes et en même temps un nul encourageant contre l'Allemagne.
Le Brésil affronte la Croatie lors du match d'ouverture et s'impose dans la douleur contre une équipe joueuse (3-1). Le match est toutefois marqué par plusieurs erreurs d'arbitrage, notamment un avertissement à Neymar pour un coup de coude volontaire sur Luka Modrić qui aurait pu valoir une expulsion alors que la Croatie menait au score, un penalty litigieux accordé au Brésil, mais aussi une égalisation croate refusée pour une faute peu évidente ainsi qu'un contact brutal de Ramires sur Ivan Rakitić non sifflé dans l'action entraînant le troisième but. En avril 2016, l'ex-international français Emmanuel Petit déclare dans une large interview ses doutes sur des matchs de Coupe du monde truqués et ce match d'ouverture en ferait partie. Dans l'autre rencontre du groupe, l'arbitrage fait également polémique, deux buts mexicains étant refusés pour des hors-jeux inexistants. Le Mexique l'emporte toutefois 1-0. Lors de la deuxième journée, le duel entre les deux équipes américaines révèle le talent du gardien mexicain Guillermo Ochoa, désigné homme du match (0-0). Dans l'autre rencontre, la Croatie profite du retour de son buteur munichois Mario Mandžukić et confirme sa bonne prestation du match initial en surclassant 4 à 0 un Cameroun hors sujet. La mauvaise ambiance au sein de l'équipe africaine est symbolisée par l'expulsion d'Alex Song pour un coup de coude volontaire ainsi qu'une bagarre sur le terrain entre Assou-Ekotto et Moukandjo, le premier adressant notamment un coup de tête au second. Les Camerounais, déjà éliminés, se montrent plus dangereux face au Brésil mais ne peuvent rien contre l'armada sud-américaine (4-1). L'autre rencontre de cette dernière journée entre Croates et Mexicains est décisive pour la qualification, le Mexique pouvant se contenter d'un nul. Après une première mi-temps enlevée et équilibrée, le Mexique s'impose en deuxième mi-temps face à une Croatie qui paie cher dix minutes de relâchement pendant lesquelles les Vatreni encaissent trois buts scellant leur élimination (3-1).
Le Brésil et le Mexique terminent en tête du groupe à égalité de points, mais l'équipe hôte prend la première place à la différence de buts. Les erreurs d'arbitrage du match d'ouverture et les deux buts refusés au Mexique contre le Cameroun ne sont pas sans effet dans le classement final du groupe. La Croatie rentre chez elle avec de gros regrets, notamment à cause du match d'ouverture faussé par un arbitrage très défavorable. Les Croates connaîtront plusieurs problèmes internes par la suite qui mettront en péril leur qualification à l'Euro 2016 et entraîneront le départ de Niko Kovac. Le Cameroun succède quant à lui à la Corée du Nord en tant que lanterne rouge du tournoi. Massivement critiquée et moquée, la sélection camerounaise décrochera facilement sa qualification pour la CAN 2015 mais échouera au premier tour de la CAN à la dernière place de son groupe, ce qui causera ultérieurement le licenciement de Volker Finke.

#### Groupe B
|   | Équipe    | Pts | J | G | N | P | BP | BC | Diff |
| 1 | Pays-Bas  | 9   | 3 | 3 | 0 | 0 | 10 | 3  | 7    |
| 2 | Chili     | 6   | 3 | 2 | 0 | 1 | 5  | 3  | 2    |
| 3 | Espagne   | 3   | 3 | 1 | 0 | 2 | 4  | 7  | -3   |
| 4 | Australie | 0   | 3 | 0 | 0 | 3 | 3  | 9  | -6   |

1re journée
| Match 3                        | Espagne                | 1 - 5   | Pays-Bas                                                                                              | Arena Fonte Nova, Salvador                      |                                                 |
| 13 juin 2014 16 h heure locale | Xabi Alonso 27e (pen.) | (1 - 1) | 44e Van Persie (Blind ) · 53e Robben (Blind ) · 65e De Vrij (Sneijder ) · 72e Van Persie · 80e Robben | Spectateurs : 48 173 Arbitrage : Nicola Rizzoli | Spectateurs : 48 173 Arbitrage : Nicola Rizzoli |
| 13 juin 2014 16 h heure locale | Rapport                |         | | Spectateurs : 48 173 Arbitrage : Nicola Rizzoli | Spectateurs : 48 173 Arbitrage : Nicola Rizzoli |

| Match 4                        | Chili                                                                              | 3 - 1   | Australie             | Arena Pantanal, Cuiabá                           |                                                  |
| 13 juin 2014 18 h heure locale | ( Valdivia) Alexis Sánchez 12e · ( Alexis Sánchez) Valdivia 14e · Beausejour 90+2e | (2 - 1) | 35e Cahill (Franjić ) | Spectateurs : 40 275 Arbitrage : Noumandiez Doué | Spectateurs : 40 275 Arbitrage : Noumandiez Doué |
| 13 juin 2014 18 h heure locale | Rapport                                                                            |         |                       | Spectateurs : 40 275 Arbitrage : Noumandiez Doué | Spectateurs : 40 275 Arbitrage : Noumandiez Doué |

2e journée
| Match 20                       | Australie                                  | 2 - 3   | Pays-Bas                                                                   | Estádio Beira-Rio, Porto Alegre                  |                                                  |
| 18 juin 2014 13 h heure locale | ( McGowan) Cahill 21e · Jedinak 54e (pen.) | (1 - 1) | 20e Robben (Blind ) · 58e Van Persie (Memphis ) · 68e Memphis (De Guzmán ) | Spectateurs : 42 877 Arbitrage : Djamel Haimoudi | Spectateurs : 42 877 Arbitrage : Djamel Haimoudi |
| 18 juin 2014 13 h heure locale | Rapport                                    |         |                                                                            | Spectateurs : 42 877 Arbitrage : Djamel Haimoudi | Spectateurs : 42 877 Arbitrage : Djamel Haimoudi |

| Match 19                       | Espagne | 0 - 2   | Chili                                                   | Stade Maracanã, Rio de Janeiro               |                                              |
| 18 juin 2014 16 h heure locale |         | (0 - 2) | 20e Vargas (Aránguiz ) · 43e Aránguiz (Alexis Sánchez ) | Spectateurs : 74 101 Arbitrage : Mark Geiger | Spectateurs : 74 101 Arbitrage : Mark Geiger |
| 18 juin 2014 16 h heure locale | Rapport |         |                                                         | Spectateurs : 74 101 Arbitrage : Mark Geiger | Spectateurs : 74 101 Arbitrage : Mark Geiger |

3e journée
| Match 35                       | Australie | 0 - 3   | Espagne                                                                   | Arena da Baixada, Curitiba                       |                                                  |
| 23 juin 2014 13 h heure locale |           | (0 - 1) | 36e Villa (Juanfran ) · 69e Torres (Iniesta ) · 82e Juan Mata (Fàbregas ) | Spectateurs : 39 375 Arbitrage : Nawaf Shukralla | Spectateurs : 39 375 Arbitrage : Nawaf Shukralla |
| 23 juin 2014 13 h heure locale | Rapport   |         |                                                                           | Spectateurs : 39 375 Arbitrage : Nawaf Shukralla | Spectateurs : 39 375 Arbitrage : Nawaf Shukralla |

| Match 36                       | Pays-Bas                                     | 2 - 0   | Chili | Arena Corinthians, São Paulo                    |                                                 |
| 23 juin 2014 13 h heure locale | ( Janmaat) Fer 77e · ( Robben) Memphis 90+1e | (0 - 0) |       | Spectateurs : 62 996 Arbitrage : Bakary Gassama | Spectateurs : 62 996 Arbitrage : Bakary Gassama |
| 23 juin 2014 13 h heure locale | Rapport                                      |         |       | Spectateurs : 62 996 Arbitrage : Bakary Gassama | Spectateurs : 62 996 Arbitrage : Bakary Gassama |

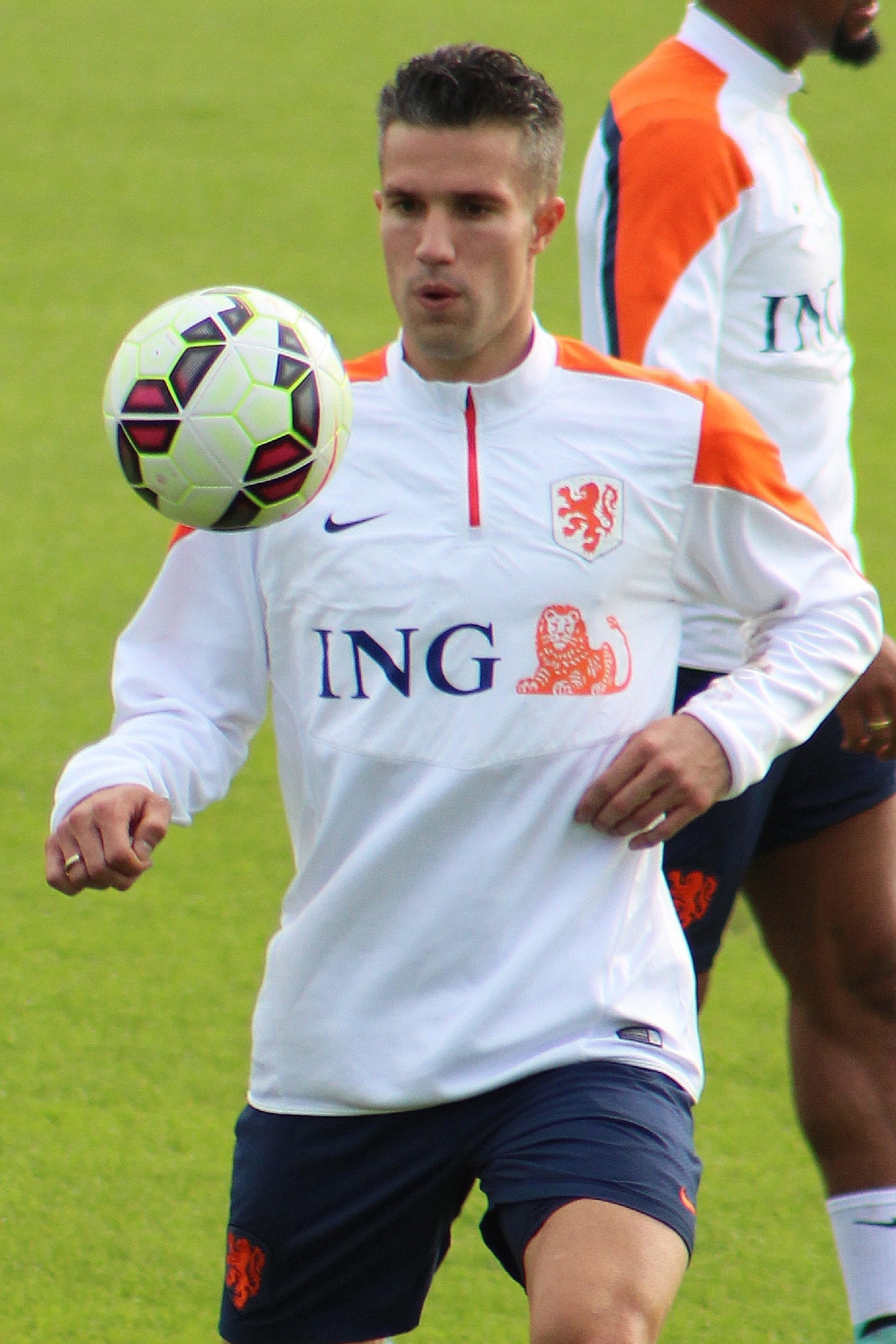
Le Néerlandais Robin van Persie sera l'auteur d'un but de la tête mémorable contre l'Espagne que les fans surnommeront « le hollandais volant ».

Avant la compétition, ce groupe B est considéré avec le groupe D et le groupe G comme l'un des plus relevés. C'est la première fois que les deux finalistes du mondial précédent se retrouvent dès le premier tour dans la même poule (l'Espagne, championne en titre, et les Pays-Bas). L'Espagne, qui domine le football depuis six ans, part favorite du groupe mais montre des signes de fatigue depuis sa campagne qualificative moins brillante que les précédentes, affichant des failles dans le tiki-taka qu'elle pratique, le tout symbolisé par la sévère défaite espagnole contre le Brésil en finale de la Coupe des confédérations 2013. Les Pays-Bas, forts d'une campagne préliminaire très réussie (meilleur rendement européen) après un Euro 2012 catastrophique, sont les autres favoris du groupe. La défense des Oranjes a été rajeunie tandis que leur secteur offensif a été conservé. Le Chili a réussi sa campagne de qualification en réalisant des matchs spectaculaires et représente une idée de beau jeu. Alors que le Chili fait figure d'outsider, l'Australie doit assumer celle de petit poucet. Après une campagne de qualification très difficile, les Australiens se sont rajeunis en un an et ont subi de nombreuses défaites cuisantes (6-0 contre le Brésil et la France à l'extérieur, et une humiliation 3-4 à domicile par l'Équateur, alors que les Socceroos menait 3-0 à la mi-temps) en préparation et abordent la compétition avec des doutes. C'est le participant le plus mal classé au classement FIFA : 62e, entre la Finlande (61e) et la Jordanie (63e), deux sélections n'ayant jamais participé à une phase finale de Coupe du monde.
Dans une sorte de revanche de la finale de la Coupe du monde 2010, les Néerlandais s'imposent largement 5 à 1 face aux Espagnols lors de la première journée, malgré l'ouverture du score par les champions du monde en titre avec des doublés de Van Persie et de Robben. Dans l'autre rencontre du groupe, apparemment déséquilibrée, le Chili se défait difficilement d'une Australie combative, mais s'en sort 3 à 1 grâce à deux buts rapidement inscrits dans le premier quart d'heure. La rencontre entre la Roja chilienne et la Roja espagnole est déjà décisive. En effet, compte tenu de la seconde victoire des Pays-Bas obtenue difficilement plus tôt dans la journée contre des Australiens plein d'allant (3-2), les Espagnols seraient éliminés en cas défaite. Le scénario catastrophe se produit pour les doubles champions d'Europe et champions du monde en titre, avec une défaite 2 à 0 infligée par une équipe sud-américaine dominatrice. Lors de la dernière journée, le match « au sommet » Pays-Bas - Chili est déterminant pour décider des première et deuxième places de ce « groupe de la mort ». L'équipe européenne s'impose malgré une domination des Chiliens grâce à deux buts tardifs inscrits par des remplaçants (2-0). Dans l'autre rencontre sans enjeu, l'Espagne sauve l'honneur en battant 3 à 0 les Australiens avec une équipe remaniée avant de quitter le tournoi.
Avec l’élimination de l'Espagne, c’est la cinquième fois que le champion en titre échoue au premier tour après l’Italie en 1950 et en 2010, le Brésil en 1966 et la France en 2002. La presse espagnole se déchaîne contre la Roja. L'Espagne surmontera sa désillusion en se qualifiant facilement pour l'Euro 2016 avec un effectif rajeuni. Les Pays-Bas et le Chili, dont les observateurs attendaient déjà un rôle dans la compétition, ont dépassé les espérances et surpris par la qualité de leur jeu. L'Australie repart sans avoir obtenu le moindre point mais en ayant montré de belles capacités par rapport aux attentes. Ces prestations encourageantes lors du mondial vont redonner un second souffle à une sélection qui a connu plusieurs années de crise et qui parviendra finalement à remporter la Coupe d'Asie 2015 organisée à domicile sept mois plus tard.

#### Groupe C
|   | Équipe        | Pts | J | G | N | P | BP | BC | Diff |
| 1 | Colombie      | 9   | 3 | 3 | 0 | 0 | 9  | 2  | 7    |
| 2 | Grèce         | 4   | 3 | 1 | 1 | 1 | 2  | 4  | -2   |
| 3 | Côte d'Ivoire | 3   | 3 | 1 | 0 | 2 | 4  | 5  | -1   |
| 4 | Japon         | 1   | 3 | 0 | 1 | 2 | 2  | 6  | -4   |

1re journée
| Match 5                        | Colombie                                                                             | 3 - 0   | Grèce | Estádio Mineirão, Belo Horizonte             |                                              |
| 14 juin 2014 13 h heure locale | ( Cuadrado) Armero 5e · ( Aguilar) Gutiérrez 58e · ( Cuadrado) James Rodríguez 90+3e | (1 - 0) |       | Spectateurs : 57 174 Arbitrage : Mark Geiger | Spectateurs : 57 174 Arbitrage : Mark Geiger |
| 14 juin 2014 13 h heure locale | Rapport                                                                              |         |       | Spectateurs : 57 174 Arbitrage : Mark Geiger | Spectateurs : 57 174 Arbitrage : Mark Geiger |

| Match 6                        | Côte d'Ivoire                               | 2 - 1   | Japon                 | Arena Pernambuco, Recife                       |                                                |
| 14 juin 2014 22 h heure locale | ( Aurier) Bony 64e · ( Aurier) Gervinho 66e | (0 - 1) | 16e Honda (Nagatomo ) | Spectateurs : 40 267 Arbitrage : Enrique Osses | Spectateurs : 40 267 Arbitrage : Enrique Osses |
| 14 juin 2014 22 h heure locale | Rapport                                     |         |                       | Spectateurs : 40 267 Arbitrage : Enrique Osses | Spectateurs : 40 267 Arbitrage : Enrique Osses |

2e journée
| Match 21                       | Colombie                                                    | 2 - 1   | Côte d'Ivoire        | Estádio Nacional, Brasilia                   |                                              |
| 19 juin 2014 13 h heure locale | ( Cuadrado) James Rodríguez 64e · ( Gutiérrez) Quintero 70e | (0 - 0) | 73e Gervinho (Boka ) | Spectateurs : 68 748 Arbitrage : Howard Webb | Spectateurs : 68 748 Arbitrage : Howard Webb |
| 19 juin 2014 13 h heure locale | Rapport                                                     |         |                      | Spectateurs : 68 748 Arbitrage : Howard Webb | Spectateurs : 68 748 Arbitrage : Howard Webb |

| Match 22                       | Japon   | 0 - 0   | Grèce | Arena das Dunas, Natal                        |                                               |
| 19 juin 2014 19 h heure locale |         | (0 - 0) |       | Spectateurs : 39 485 Arbitrage : Joel Aguilar | Spectateurs : 39 485 Arbitrage : Joel Aguilar |
| 19 juin 2014 19 h heure locale | Rapport |         |       | Spectateurs : 39 485 Arbitrage : Joel Aguilar | Spectateurs : 39 485 Arbitrage : Joel Aguilar |

3e journée
| Match 37                       | Japon                  | 1 - 4   | Colombie | Arena Pantanal, Cuiabá                         |                                                |
| 24 juin 2014 16 h heure locale | ( Honda) Okazaki 45+1e | (1 - 1) | 17e (pen.) Cuadrado · 55e Martínez (James Rodríguez ) · 82e Martínez (James Rodríguez ) · 90e James Rodríguez (Ramos ) | Spectateurs : 40 340 Arbitrage : Pedro Proença | Spectateurs : 40 340 Arbitrage : Pedro Proença |
| 24 juin 2014 16 h heure locale | Rapport                |         | | Spectateurs : 40 340 Arbitrage : Pedro Proença | Spectateurs : 40 340 Arbitrage : Pedro Proença |

| Match 38                       | Grèce                                         | 2 - 1   | Côte d'Ivoire        | Estádio Castelão, Fortaleza                  |                                              |
| 24 juin 2014 17 h heure locale | ( Samarás) Samaris 42e · Samarás 90+2e (pen.) | (1 - 0) | 74e Bony (Gervinho ) | Spectateurs : 59 095 Arbitrage : Carlos Vera | Spectateurs : 59 095 Arbitrage : Carlos Vera |
| 24 juin 2014 17 h heure locale | Rapport                                       |         |                      | Spectateurs : 59 095 Arbitrage : Carlos Vera | Spectateurs : 59 095 Arbitrage : Carlos Vera |

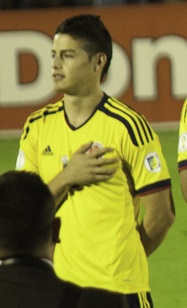
James Rodríguez, auteur de l'un des plus beaux buts du tournoi.

Un véritable choc des cultures est attendu dans le groupe C qui paraît très ouvert. La Colombie, tournée vers l'offensive, semble la mieux armée pour sortir du groupe. Son excellent parcours en éliminatoires lui a permis d'obtenir un statut de tête de série. La Grèce, réputée pour sa bonne défense et auteur d'un bon Euro 2012, espère fêter dignement les dix ans de son titre européen. Le Japon, très technique, espère franchir le premier tour comme en 2010. Il a notamment été sacré champion d'Asie en 2011. Au style de jeu physique, la Côte d'Ivoire a toujours déçu en Coupe du monde (deux victoires en six matchs, de 2006 à 2010), mais peut s'appuyer sur une génération dorée en fin de cycle et espère enfin saisir la chance qu'elle n'a pas eu lors de ses deux précédents mondiaux en tombant dans des groupes très relevés dits "de la mort". Les quatre équipes, sortant d'une campagne qualificative maîtrisée et aisément franchie, sont sur une dynamique positive et peuvent toutes prétendre à la qualification pour le tour suivant.
Le favori colombien assomme la Grèce 3 à 0, pourtant l'une des défenses d'Europe ayant encaissé le moins de buts en qualification. La rencontre entre la Côte d'Ivoire et le Japon est le match disputé à l'heure la plus tardive de la compétition (22h brésiliennes). Les Éléphants s'imposent 2 à 1 face aux Asiatiques après avoir été menés. La Colombie continue son parcours parfait en battant 2 à 1 des Ivoiriens combatifs mais nerveux dans le dernier geste. Malgré un excellent Keisuke Honda, les Nippons ne peuvent faire mieux qu'un match nul et vierge face aux Hellènes réduits à dix et diminués par les blessures. Ce match est l'un des plus fermés de l'ensemble du tournoi et les deux équipes sont très critiquées pour leur manque d'engagement. Lors de la dernière journée, les Cafeteros, déjà qualifiés, étrillent 4 à 1 les Samouraïs bleus qui pouvaient encore se qualifier. L'autre rencontre est un match décisif, tendu et rempli de suspense jusqu'à la dernière seconde. Pratiquant soudainement à la surprise générale un jeu offensif et spectaculaire, la Grèce s'impose 2 à 1 face à une Côte d'Ivoire qui aura pêché par manque de précision dans la construction offensive. Le scénario est cruel pour les Ivoiriens. En effet, le billet pour les huitièmes de finale leur échappe en toute fin de rencontre à la dernière minute du temps additionnel à cause d'un penalty indiscutable.
La Grèce réalise le même coup qu'à l'Euro 2012, où elle avait battu la Russie largement favorite au dernier match, et atteint ainsi pour la première fois les huitièmes de finale de la Coupe du monde. La Colombie, tête de série de ce groupe C, réalise un parcours parfait avec trois victoires et neuf buts marqués. La Côte d'Ivoire, malgré ses stars, échoue pour la troisième fois de suite au premier tour, mais cet échec est moins accepté par les supporters. En effet, à la différence des deux précédentes éditions, la Côte d'Ivoire était versée dans une poule abordable. Sabri Lamouchi présentera sa démission dans la foulée. Le Japon déçoit également et illustre l'échec général de toutes les équipes représentant l'Asie dans le Mondial. Si la Côte d'Ivoire, malgré la retraite de Didier Drogba et des qualifications à la CAN 2015 chaotiques, parvient à rebondir sous l'impulsion du nouvel entraîneur Hervé Renard en remportant la CAN, ce n'est pas le cas du Japon qui connaît des suites très difficiles avec une élimination précoce de la Coupe d'Asie 2015, deux changements d'entraîneurs et une dernière place à la Coupe d'Asie de l'Est 2015.

#### Groupe D
|   | Équipe     | Pts | J | G | N | P | BP | BC | Diff |
| 1 | Costa Rica | 7   | 3 | 2 | 1 | 0 | 4  | 1  | 3    |
| 2 | Uruguay    | 6   | 3 | 2 | 0 | 1 | 4  | 4  | 0    |
| 3 | Italie     | 3   | 3 | 1 | 0 | 2 | 2  | 3  | -1   |
| 4 | Angleterre | 1   | 3 | 0 | 1 | 2 | 2  | 4  | -2   |

1re journée
| Match 7                        | Uruguay           | 1 - 3   | Costa Rica                                                             | Estádio Castelão, Fortaleza                  |                                              |
| 14 juin 2014 16 h heure locale | Cavani 24e (pen.) | (1 - 0) | 54e Campbell (Gamboa ) · 57e Duarte (Bolaños ) · 83e Ureña (Campbell ) | Spectateurs : 58 679 Arbitrage : Felix Brych | Spectateurs : 58 679 Arbitrage : Felix Brych |
| 14 juin 2014 16 h heure locale | Rapport           |         |                                                                        | Spectateurs : 58 679 Arbitrage : Felix Brych | Spectateurs : 58 679 Arbitrage : Felix Brych |

| Match 8                        | Angleterre              | 1 - 2   | Italie                                                | Arena Amazônia, Manaus                         |                                                |
| 14 juin 2014 18 h heure locale | ( Rooney) Sturridge 37e | (1 - 1) | 35e Marchisio (Candreva ) · 50e Balotelli (Candreva ) | Spectateurs : 39 800 Arbitrage : Björn Kuipers | Spectateurs : 39 800 Arbitrage : Björn Kuipers |
| 14 juin 2014 18 h heure locale | Rapport                 |         |                                                       | Spectateurs : 39 800 Arbitrage : Björn Kuipers | Spectateurs : 39 800 Arbitrage : Björn Kuipers |

2e journée
| Match 23                       | Uruguay                                      | 2 - 1   | Angleterre            | Arena de São Paulo, São Paulo                            |                                                          |
| 19 juin 2014 16 h heure locale | ( Cavani) Suárez 39e · ( Muslera) Suárez 85e | (1 - 0) | 75e Rooney (Johnson ) | Spectateurs : 62 575 Arbitrage : Carlos Velasco Carballo | Spectateurs : 62 575 Arbitrage : Carlos Velasco Carballo |
| 19 juin 2014 16 h heure locale | Rapport                                      |         |                       | Spectateurs : 62 575 Arbitrage : Carlos Velasco Carballo | Spectateurs : 62 575 Arbitrage : Carlos Velasco Carballo |

| Match 24                       | Italie  | 0 - 1   | Costa Rica             | Arena Pernambuco, Recife                       |                                                |
| 20 juin 2014 13 h heure locale |         | (0 - 1) | 44e Bryan Ruiz (Díaz ) | Spectateurs : 40 285 Arbitrage : Enrique Osses | Spectateurs : 40 285 Arbitrage : Enrique Osses |
| 20 juin 2014 13 h heure locale | Rapport |         |                        | Spectateurs : 40 285 Arbitrage : Enrique Osses | Spectateurs : 40 285 Arbitrage : Enrique Osses |

3e journée
| Match 39                       | Italie  | 0 - 1   | Uruguay              | Arena das Dunas, Natal                           |                                                  |
| 24 juin 2014 13 h heure locale |         | (0 - 0) | 81e Godín (Ramírez ) | Spectateurs : 39 706 Arbitrage : Marco Rodríguez | Spectateurs : 39 706 Arbitrage : Marco Rodríguez |
| 24 juin 2014 13 h heure locale | Rapport |         |                      | Spectateurs : 39 706 Arbitrage : Marco Rodríguez | Spectateurs : 39 706 Arbitrage : Marco Rodríguez |

| Match 40                       | Costa Rica | 0 - 0   | Angleterre | Estádio Mineirão, Belo Horizonte                 |                                                  |
| 24 juin 2014 13 h heure locale |            | (0 - 0) |            | Spectateurs : 57 823 Arbitrage : Djamel Haimoudi | Spectateurs : 57 823 Arbitrage : Djamel Haimoudi |
| 24 juin 2014 13 h heure locale | Rapport    |         |            | Spectateurs : 57 823 Arbitrage : Djamel Haimoudi | Spectateurs : 57 823 Arbitrage : Djamel Haimoudi |

Dans ce groupe D, l'un des plus relevés, s'affrontent les trois anciens champions du monde italien, uruguayen et anglais et le « petit poucet », le Costa Rica. Jouant sur son continent, l'Uruguay est attendu pour défendre au mieux la quatrième place obtenue en 2010. L'Italie et l'Angleterre restent sur des échecs en 2010 et, après un bon parcours à l'Euro 2012, abordent le Mondial avec l'idée d'effacer leur mauvaise performance. Le Costa Rica semble promis à faire de la figuration et à limiter la casse.

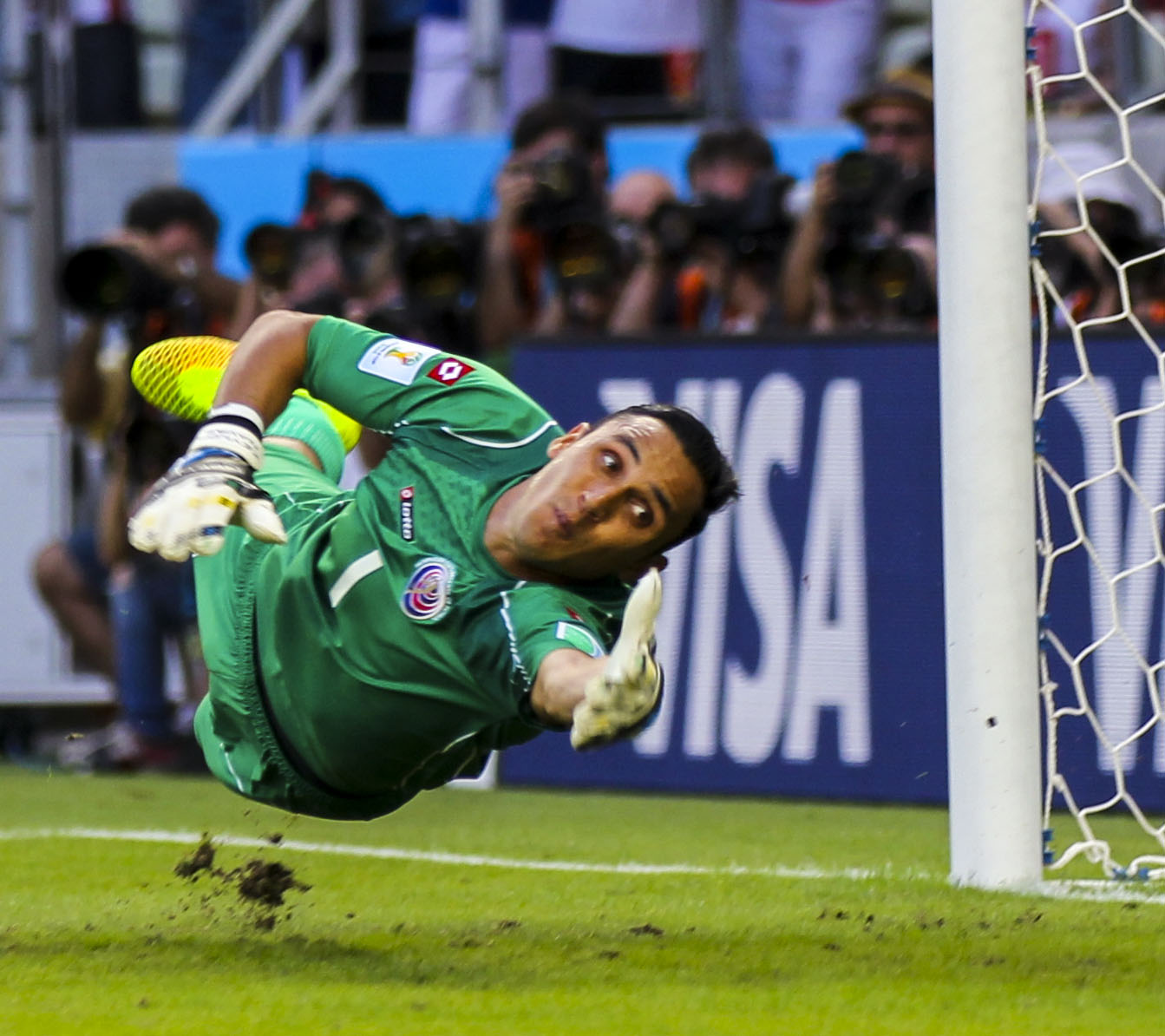
Le gardien du Costa-Rica, Keylor Navas, est l'une des révélations du tournoi.

Déjouant tous les pronostics, le Costa Rica s'impose 3 à 1 face à une équipe uruguayenne pourtant favorite mais incapable de tenir son rang. Privé de Suarez, l'Uruguay ouvre le score sur pénalty, mais sombre en deuxième mi-temps sous les assauts costaricains. Dans l'autre rencontre du groupe, les Italiens, vice-champions d'Europe, s'imposent difficilement 2 à 1 face aux Anglais dans la touffeur amazonienne de Manaus dans un match enlevé où les perdants n'auront pas démérité. Lors de la deuxième journée, les Anglais sont défaits 2 à 1 par les Uruguayens qui ont retrouvé Luis Suarez. Le lendemain, l'équipe costaricaine continue d'impressionner en terrassant cette fois l'Italie 1 à 0, ce qui signifie l'élimination des Anglais qui, déjà battus à deux reprises, espéraient une victoire italienne face au Costa Rica pour préserver une chance de qualification. Dans la rencontre décisive entre Italiens et Uruguayens, ces derniers s'imposent 0 à 1 en fin de match, et éliminent l'Italie. Le match est marqué par la morsure infligée par Luis Suarez au joueur italien Giorgio Chiellini. Dans une rencontre presque sans enjeu, le plus petit des pays engagés valide sa première place dans le groupe en tenant en échec 0 à 0 le plus ancien pays du football, qui repart avec un modeste petit point d'honneur.
Le Costa Rica, considéré comme le plus faible de ce groupe, a surpris tous les observateurs en terminant premier, sans défaite, avec un seul but encaissé sur penalty, éliminant ainsi deux nations considérées comme favorites, l'Italie et l'Angleterre. Les Italiens se qualifieront par la suite comme attendu à l'Euro 2016, non sans difficulté. L'échec est cuisant pour l'Angleterre, déjà assurée de son élimination après deux matchs, ce qui est une grande première dans son histoire. C'est aussi la première fois depuis 1958 qu'elle ne franchit pas le premier tour en Coupe du monde. Après cette désillusion, l'Angleterre se qualifiera haut la main pour l'Euro 2016. Pour avoir mordu un défenseur italien, Luis Suarez écope de neuf matchs de suspension en équipe nationale, ce qui met un terme à son mondial, et de quatre mois sans pouvoir jouer avec son club. L'Uruguay aborde donc son huitième de finale privée de sa pièce maîtresse.

#### Groupe E
|   | Équipe   | Pts | J | G | N | P | BP | BC | Diff |
| 1 | France   | 7   | 3 | 2 | 1 | 0 | 8  | 2  | 6    |
| 2 | Suisse   | 6   | 3 | 2 | 0 | 1 | 7  | 6  | 1    |
| 3 | Équateur | 4   | 3 | 1 | 1 | 1 | 3  | 3  | 0    |
| 4 | Honduras | 0   | 3 | 0 | 0 | 3 | 1  | 8  | -7   |

1re journée
| Match 9                        | Suisse                                                  | 2 - 1   | Équateur                       | Estádio Nacional, Brasilia                       |                                                  |
| 15 juin 2014 13 h heure locale | ( Rodríguez) Mehmedi 48e · ( Rodríguez) Seferović 90+2e | (0 - 1) | 22e Enner Valencia (W. Ayoví ) | Spectateurs : 68 351 Arbitrage : Ravshan Irmatov | Spectateurs : 68 351 Arbitrage : Ravshan Irmatov |
| 15 juin 2014 13 h heure locale | Rapport                                                 |         |                                | Spectateurs : 68 351 Arbitrage : Ravshan Irmatov | Spectateurs : 68 351 Arbitrage : Ravshan Irmatov |

| Match 10                       | France                                                  | 3 - 0   | Honduras | Estádio Beira-Rio, Porto Alegre               |                                               |
| 15 juin 2014 16 h heure locale | Benzema 45e (pen.) · Valladares 48e (csc) · Benzema 72e | (1 - 0) |          | Spectateurs : 43 012 Arbitrage : Sandro Ricci | Spectateurs : 43 012 Arbitrage : Sandro Ricci |
| 15 juin 2014 16 h heure locale | Rapport                                                 |         |          | Spectateurs : 43 012 Arbitrage : Sandro Ricci | Spectateurs : 43 012 Arbitrage : Sandro Ricci |

2e journée
| Match 25                       | Suisse                            | 2 - 5   | France | Itaipava Arena Fonte Nova, Salvador            |                                                |
| 20 juin 2014 16 h heure locale | Džemaili 81e · ( Inler) Xhaka 85e | (0 - 3) | 17e Giroud (Valbuena ) · 18e Matuidi (Benzema ) · 40e Valbuena (Giroud ) · 67e Benzema (Pogba ) · 73e Sissoko (Benzema ) | Spectateurs : 51 003 Arbitrage : Björn Kuipers | Spectateurs : 51 003 Arbitrage : Björn Kuipers |
| 20 juin 2014 16 h heure locale | Rapport                           |         | | Spectateurs : 51 003 Arbitrage : Björn Kuipers | Spectateurs : 51 003 Arbitrage : Björn Kuipers |

| Match 26                       | Honduras                | 1 - 2   | Équateur                                                       | Arena da Baixada, Curitiba                         |                                                    |
| 20 juin 2014 19 h heure locale | ( Bernardez) Costly 31e | (1 - 1) | 34e Enner Valencia (Paredes ) · 65e Enner Valencia (W. Ayoví ) | Spectateurs : 39 224 Arbitrage : Benjamin Williams | Spectateurs : 39 224 Arbitrage : Benjamin Williams |
| 20 juin 2014 19 h heure locale | Rapport                 |         |                                                                | Spectateurs : 39 224 Arbitrage : Benjamin Williams | Spectateurs : 39 224 Arbitrage : Benjamin Williams |

3e journée
| Match 41                       | Honduras | 0 - 3   | Suisse                                                                   | Arena Amazônia, Manaus                         |                                                |
| 25 juin 2014 16 h heure locale |          | (0 - 2) | 6e Shaqiri (Lichtsteiner ) · 31e Shaqiri (Drmić ) · 71e Shaqiri (Drmić ) | Spectateurs : 40 322 Arbitrage : Néstor Pitana | Spectateurs : 40 322 Arbitrage : Néstor Pitana |
| 25 juin 2014 16 h heure locale | Rapport  |         |                                                                          | Spectateurs : 40 322 Arbitrage : Néstor Pitana | Spectateurs : 40 322 Arbitrage : Néstor Pitana |

| Match 42                       | Équateur | 0 - 0   | France | Stade Maracanã, Rio de Janeiro                   |                                                  |
| 25 juin 2014 17 h heure locale |          | (0 - 0) |        | Spectateurs : 73 479 Arbitrage : Noumandiez Doué | Spectateurs : 73 479 Arbitrage : Noumandiez Doué |
| 25 juin 2014 17 h heure locale | Rapport  |         |        | Spectateurs : 73 479 Arbitrage : Noumandiez Doué | Spectateurs : 73 479 Arbitrage : Noumandiez Doué |

Ce groupe E apparaît comme le moins relevé du tournoi et la France, qui pouvait craindre un groupe plus difficile en raison de son mauvais classement FIFA au moment du tirage au sort, se retrouve dans une poule abordable dont elle fait finalement figure de favorite. En conclusion d'un parcours qualificatif laborieux, malgré quelques coups d'éclat contre l'Espagne, le magnifique retournement de situation en barrages contre l'Ukraine, qui n'avait plus encaissé de but depuis sept matchs, a offert un nouvel élan aux Bleus. Après une préparation entièrement réussie, les Français abordent la compétition en pleine confiance. L'autre favori du groupe est la Suisse. Première incontestée de son groupe éliminatoire durant toute la campagne, ses résultats lui ont permis d'obtenir un statut de tête de série avant le tirage au sort. Elle est l'une des équipes ayant encaissé le moins de buts en qualification. L'Équateur, qualifié de la zone Amérique du Sud, est l'outsider, mais la sélection a récemment souffert de la perte de son attaquant Christian Benítez, perte coïncidant avec une baisse des performances équatoriennes, ce qui n'a toutefois pas empêché la qualification. Le Honduras aborde la compétition avec l'ambition modeste de faire mieux qu'en 2010 où il n'avait inscrit aucun but. Il a réussi sa campagne de qualification mais raté sa préparation avec notamment une défaite inquiétante à domicile contre Israël.
Dans le premier match de ce groupe, la tête de série suisse bat dans les derniers instants 2 à 1 une équipe équatorienne combative qui avait ouvert le score. La France de son côté dispose facilement 3 à 0 d'un Honduras réduit à dix à la mi-temps (après l'expulsion de Wilson Palacios) et dont les joueurs se sont illustrés en commettant de nombreuses fautes. Le deuxième but français est le premier à être validé par la technologie sur la ligne de but. Dans son deuxième match contre l'autre favori suisse, la France, grâce à sa rapidité en attaque, fait exploser une défense qui avait pourtant montré sa solidité lors des éliminatoires, victoire française 5 à 2 avec cinq buteurs différents. Sans Steve von Bergen sorti dès la 9e minute sur blessure à cause d'un pied haut (non sanctionné) d’Olivier Giroud, la Suisse révèle de grosses lacunes défensives mais sauve l'honneur sur deux buts inscrits en fin de match. En parallèle, l'Équateur se défait 2 à 1 du Honduras, dans une rencontre où les Honduriens développent un jeu plus offensif. La France n'est pas encore mathématiquement qualifiée, mais la différence de buts très positive rend improbable une élimination à l'issue du dernier match. Lors de la dernière journée, la France assure, avec une composition d'équipe inédite, la première place du groupe en signant le point du nul 0 à 0 au Maracana face à l'Équateur. Dans le même temps, la Suisse valide sa qualification à la deuxième place en profitant du faux-pas de l'Équateur et en battant surtout le Honduras 3 à 0 alors que cette équipe lui avait barré la route des huitièmes de finale en 2010 lors du dernier match.
La France rebondit donc après un Mondial 2010 cataclysmique et un Euro 2012 en demi-teinte. Elle maintient l'excellente dynamique lancée par sa victoire contre l'équipe d'Ukraine en barrage, tandis que la Suisse se qualifie pour les huitièmes de finale pour la deuxième fois en trois éditions. L'Équateur manque de peu la qualification, payant cher le but encaissé en toute fin de match contre la Suisse. Il sera éliminé au premier tour de la Copa América 2015. Le Honduras repart avec trois défaites. Il terminera plus tard dans l'année à une décevante cinquième place de Copa Centroamericana 2014 ce qui le contraindra à passer un barrage très difficile contre la modeste équipe de Guyane (1-3 ; 3-0) pour se qualifier à la Gold Cup 2015 où il terminera dernier de son groupe. L'Équateur et le Honduras sont les seules sélections de leur confédération respective éliminées au premier tour de ce mondial.

#### Groupe F
|   | Équipe             | Pts | J | G | N | P | BP | BC | Diff |
| 1 | Argentine          | 9   | 3 | 3 | 0 | 0 | 6  | 3  | 3    |
| 2 | Nigeria            | 4   | 3 | 1 | 1 | 1 | 3  | 3  | 0    |
| 3 | Bosnie-Herzégovine | 3   | 3 | 1 | 0 | 2 | 4  | 4  | 0    |
| 4 | Iran               | 1   | 3 | 0 | 1 | 2 | 1  | 4  | -3   |

1re journée
| Match 11                       | Argentine                                 | 2 - 1   | Bosnie-Herzégovine    | Stade Maracanã, Rio de Janeiro                |                                               |
| 15 juin 2014 19 h heure locale | Kolašinac 3e (csc) · ( Higuaín) Messi 65e | (1 - 0) | 85e Ibišević (Lulić ) | Spectateurs : 74 738 Arbitrage : Joel Aguilar | Spectateurs : 74 738 Arbitrage : Joel Aguilar |
| 15 juin 2014 19 h heure locale | Rapport                                   |         |                       | Spectateurs : 74 738 Arbitrage : Joel Aguilar | Spectateurs : 74 738 Arbitrage : Joel Aguilar |

| Match 12                       | Iran    | 0 - 0   | Nigeria | Arena da Baixada, Curitiba                   |                                              |
| 16 juin 2014 16 h heure locale |         | (0 - 0) |         | Spectateurs : 39 081 Arbitrage : Carlos Vera | Spectateurs : 39 081 Arbitrage : Carlos Vera |
| 16 juin 2014 16 h heure locale | Rapport |         |         | Spectateurs : 39 081 Arbitrage : Carlos Vera | Spectateurs : 39 081 Arbitrage : Carlos Vera |

2e journée
| Match 27                       | Argentine              | 1 - 0   | Iran | Estádio Mineirão, Belo Horizonte               |                                                |
| 21 juin 2014 13 h heure locale | ( Lavezzi) Messi 90+1e | (0 - 0) |      | Spectateurs : 57 698 Arbitrage : Milorad Mažić | Spectateurs : 57 698 Arbitrage : Milorad Mažić |
| 21 juin 2014 13 h heure locale | Rapport                |         |      | Spectateurs : 57 698 Arbitrage : Milorad Mažić | Spectateurs : 57 698 Arbitrage : Milorad Mažić |

| Match 28                       | Nigeria                   | 1 - 0   | Bosnie-Herzégovine | Arena Pantanal, Cuiabá                         |                                                |
| 21 juin 2014 18 h heure locale | ( Emenike) Odemwingie 29e | (1 - 0) |                    | Spectateurs : 40 499 Arbitrage : Peter O'Leary | Spectateurs : 40 499 Arbitrage : Peter O'Leary |
| 21 juin 2014 18 h heure locale | Rapport                   |         |                    | Spectateurs : 40 499 Arbitrage : Peter O'Leary | Spectateurs : 40 499 Arbitrage : Peter O'Leary |

3e journée
| Match 43                       | Nigeria                                    | 2 - 3   | Argentine                                  | Estádio Beira-Rio, Porto Alegre                 |                                                 |
| 25 juin 2014 13 h heure locale | ( Babatunde) Musa 4e · ( Emenike) Musa 47e | (1 - 2) | 3e Messi · 45+1e Messi · 50e Rojo (Garay ) | Spectateurs : 43 285 Arbitrage : Nicola Rizzoli | Spectateurs : 43 285 Arbitrage : Nicola Rizzoli |
| 25 juin 2014 13 h heure locale | Rapport                                    |         |                                            | Spectateurs : 43 285 Arbitrage : Nicola Rizzoli | Spectateurs : 43 285 Arbitrage : Nicola Rizzoli |

| Match 44                       | Bosnie-Herzégovine                                                     | 3 - 1   | Iran                           | Arena Fonte Nova, Salvador                               |                                                          |
| 25 juin 2014 13 h heure locale | ( Pjanić) Džeko 23e · ( Sušić) Pjanić 59e · ( Salihović) Vršajević 83e | (1 - 0) | 82e Ghoochannejhad (Nekounam ) | Spectateurs : 48 011 Arbitrage : Carlos Velasco Carballo | Spectateurs : 48 011 Arbitrage : Carlos Velasco Carballo |
| 25 juin 2014 13 h heure locale | Rapport                                                                |         |                                | Spectateurs : 48 011 Arbitrage : Carlos Velasco Carballo | Spectateurs : 48 011 Arbitrage : Carlos Velasco Carballo |

Cette poule F est partagée entre nouveautés et retrouvailles. La rencontre Argentine-Nigeria est la cinquième en vingt ans, autrement dit l'une des affiches les plus fréquentes du Mondial. En revanche, la Bosnie-Herzégovine est le seul nouveau qualifié de la Coupe du monde, créant ainsi des affiches inédites. L'Argentine est l'incontestable favorite alors que la course à la deuxième place semble ouverte. Les Argentins sont régulièrement favoris, mais depuis leur finale perdue face à la RFA en 1990, ils ne parviennent plus à franchir le cap des quarts de finale. Pourtant, l'équipe dispose d'un secteur offensif de premier plan, emmenée par le quadruple Ballon d'or Lionel Messi. Le Nigeria est en déclin depuis la période faste des années 1990, mais, emmené par Stephen Keshi, a en même temps retrouvé des couleurs en remportant la CAN 2013 et a l'objectif de renouer avec la belle époque des années 1990. La Bosnie-Herzégovine a finalement décroché sa première qualification après avoir buté par deux fois en barrages contre le Portugal. Rouleau compresseur offensif durant les qualifications, les Bosniens ont remporté leur groupe éliminatoire et abordent la compétition avec l'objectif de faire comme la Slovaquie qui avait atteint les huitièmes dès sa première participation en 2010, voire l'Ukraine qui avait été jusqu'en quarts de finale en 2006. L'Iran, qui n'a précédemment jamais été en mesure de franchir le premier tour en Coupe du monde, a des ambitions très modestes. Les Iraniens sont parvenus à valider leur qualification aux dépens des Ouzbeks en s'imposant en Corée du Sud lors de la toute dernière journée décisive.
Lors de la première journée, l'Argentine ne convainc pas le public et obtient une courte victoire 2 à 1 face à des Bosniens méritants. Dans l’autre rencontre, l’Iran tient en échec un Nigeria décevant dont le manque d’animation offensif est critiqué (0-0). C'est le premier match de la compétition qui se termine sans but. En deuxième journée, les Argentins, en manque d'inspiration, gagnent 1 à 0 grâce à un chef-d'œuvre lointain de Lionel Messi contre de solides Iraniens et valident déjà leur qualification pour le tour suivant. L'Iran ne craque qu'en fin de rencontre après s'être procuré les plus belles occasions du match. La Bosnie-Herzégovine perd son deuxième match, 1 à 0, contre le Nigeria et composte ainsi à l'avance son ticket de retour à la maison. La victoire du Nigeria est légèrement controversée, l'ouverture du score d'Edin Džeko pour la Bosnie-Herzégovine étant en effet refusée pour un hors-jeu inexistant. Toujours sans convaincre, l'Argentine fait le plein de points en s'imposant face aux puissants Nigérians (3-2) au terme d'un match enlevé, ce qui n'empêche pas la qualification du Nigeria qui bénéficie au passage du résultat de l'autre match (défaite de l'Iran face à la Bosnie-Herzégovine 3-1).
Les Argentins, qui figurent parmi les grands favoris du tournoi, assurent l'essentiel en gagnant leurs trois rencontres par un but d'écart. Ils s'appuient sur une défense solide mais affichent toutefois un manque d'animation offensive par rapport aux attentes. De son côté, le Nigeria est parvenu à se démarquer pour obtenir la deuxième place. L'Iran, malgré un point, n'a pas démérité et repart la tête haute avec au moins la fierté d'avoir mis à mal voire dominé l'Argentine. L'Iran sera éliminé en quarts de finale de la Coupe d'Asie qui suit. Pour sa première apparition, la Bosnie-Herzégovine a la satisfaction d'avoir remporté un match, mais peut regretter l'erreur d'arbitrage et sa défaite contre le Nigeria qui lui coute sans doute une place au second tour. Elle manquera le rendez-vous de l'Euro 2016 en étant pour la troisième fois en autant de participations éliminée en barrages.

#### Groupe G
|   | Équipe     | Pts | J | G | N | P | BP | BC | Diff |
| 1 | Allemagne  | 7   | 3 | 2 | 1 | 0 | 7  | 2  | 5    |
| 2 | États-Unis | 4   | 3 | 1 | 1 | 1 | 4  | 4  | 0    |
| 3 | Portugal   | 4   | 3 | 1 | 1 | 1 | 4  | 7  | -3   |
| 4 | Ghana      | 1   | 3 | 0 | 1 | 2 | 4  | 6  | -2   |

1re journée
| Match 13                       | Allemagne                                                          | 4 - 0   | Portugal | Arena Fonte Nova, Salvador                     |                                                |
| 16 juin 2014 13 h heure locale | Müller 12e (pen.) · ( Kroos) Hummels 32e · Müller 45e · Müller 78e | (3 - 0) |          | Spectateurs : 51 081 Arbitrage : Milorad Mažić | Spectateurs : 51 081 Arbitrage : Milorad Mažić |
| 16 juin 2014 13 h heure locale | Rapport                                                            |         |          | Spectateurs : 51 081 Arbitrage : Milorad Mažić | Spectateurs : 51 081 Arbitrage : Milorad Mažić |

| Match 14                       | Ghana                  | 1 - 2   | États-Unis                                | Arena das Dunas, Natal                          |                                                 |
| 16 juin 2014 19 h heure locale | ( Gyan) André Ayew 82e | (0 - 1) | 1re Dempsey (Jones ) · 86e Brooks (Zusi ) | Spectateurs : 39 760 Arbitrage : Jonas Eriksson | Spectateurs : 39 760 Arbitrage : Jonas Eriksson |
| 16 juin 2014 19 h heure locale | Rapport                |         |                                           | Spectateurs : 39 760 Arbitrage : Jonas Eriksson | Spectateurs : 39 760 Arbitrage : Jonas Eriksson |

2e journée
| Match 29                       | Allemagne                                  | 2 - 2   | Ghana                                         | Estádio Castelão, Fortaleza                   |                                               |
| 21 juin 2014 16 h heure locale | ( Müller) Götze 51e · ( Höwedes) Klose 71e | (0 - 0) | 54e André Ayew (Afful ) · 63e Gyan (Muntari ) | Spectateurs : 59 621 Arbitrage : Sandro Ricci | Spectateurs : 59 621 Arbitrage : Sandro Ricci |
| 21 juin 2014 16 h heure locale | Rapport                                    |         |                                               | Spectateurs : 59 621 Arbitrage : Sandro Ricci | Spectateurs : 59 621 Arbitrage : Sandro Ricci |

| Match 30                       | États-Unis                      | 2 - 2   | Portugal                          | Arena Amazônia, Manaus                         |                                                |
| 22 juin 2014 18 h heure locale | Jones 64e · ( Zusi) Dempsey 81e | (0 - 1) | 5e Nani · 90+4e Varela (Ronaldo ) | Spectateurs : 40 123 Arbitrage : Néstor Pitana | Spectateurs : 40 123 Arbitrage : Néstor Pitana |
| 22 juin 2014 18 h heure locale | Rapport                         |         |                                   | Spectateurs : 40 123 Arbitrage : Néstor Pitana | Spectateurs : 40 123 Arbitrage : Néstor Pitana |

3e journée
| Match 45                       | États-Unis | 0 - 1   | Allemagne  | Arena Pernambuco, Recife                         |                                                  |
| 26 juin 2014 13 h heure locale |            | (0 - 0) | 55e Müller | Spectateurs : 41 876 Arbitrage : Ravshan Irmatov | Spectateurs : 41 876 Arbitrage : Ravshan Irmatov |
| 26 juin 2014 13 h heure locale | Rapport    |         |            | Spectateurs : 41 876 Arbitrage : Ravshan Irmatov | Spectateurs : 41 876 Arbitrage : Ravshan Irmatov |

| Match 46                       | Portugal                     | 2 - 1   | Ghana                      | Estádio Nacional, Brasilia                       |                                                  |
| 26 juin 2014 13 h heure locale | Boye 31e (csc) · Ronaldo 80e | (1 - 0) | 57e Gyan (Kwadwo Asamoah ) | Spectateurs : 67 540 Arbitrage : Nawaf Shukralla | Spectateurs : 67 540 Arbitrage : Nawaf Shukralla |
| 26 juin 2014 13 h heure locale | Rapport                      |         |                            | Spectateurs : 67 540 Arbitrage : Nawaf Shukralla | Spectateurs : 67 540 Arbitrage : Nawaf Shukralla |

Dans ce groupe G, considéré comme l'un des trois « groupes de la mort », l'Allemagne, deuxième nation au classement FIFA, et le Portugal, quatrième au classement, partent avec la faveur des pronostics. Toutefois, les deux autres nations peuvent jouer les trouble-fêtes. Le Ghana, meilleure équipe africaine en 2010, a réalisé de nombreux cartons dans les derniers matchs. Il est la bête noire des États-Unis en Coupe du monde. Ces derniers, entraînés par Jürgen Klinsmann, se sont qualifiés pour le mondial sud-africain sans difficulté. Le groupe a aussi des airs de revanche. En effet, c'est la quatrième fois en cinq compétitions officielles que l'Allemagne et le Portugal se rencontrent depuis 2006 pour autant de victoires allemandes. L'Allemagne et le Ghana se retrouvent après avoir été dans le même groupe en 2010. C'est aussi la troisième confrontation en Coupe du monde depuis 2006 entre le Ghana et les États-Unis pour autant de victoires ghanéennes. Les quatre équipes du groupe avaient toutes passé le cap du premier tour en 2010.
Les deux favoris allemands et portugais se rencontrent dès le premier match. L'Allemagne fait exploser 4 à 0 le Portugal avec, notamment, un triplé du meilleur buteur de la Coupe du monde 2010, Thomas Müller. Malgré sa nette domination, le Ghana perd son match contre les États-Unis 2 à 1, avec notamment un but de Clint Dempsey, inscrit à la trentième seconde, soit le cinquième but le plus rapide de l'histoire du mondial. Lors du match, déjà décisif, contre l'Allemagne, le Ghana se montre séduisant et réalise une performance presque parfaite 2 à 2, notamment grâce au meilleur buteur des Black Stars, Asamoah Gyan. Cette rencontre est l'une des plus spectaculaires du premier tour. Le match opposant Américains et Portugais se déroule dans la chaleur de Manaus. Les deux équipes se neutralisent 2 buts partout, mais les Portugais, qui égalisent à la toute dernière seconde du temps additionnel de la seconde mi-temps, ont frisé la correctionnelle. Si l'Allemagne et les États-Unis ne font pas match nul, le vainqueur du match Portugal - Ghana peut espérer se qualifier pour les huitièmes de finale, à condition de rattraper la différence de but. L'objectif paraît impossible à atteindre pour le Portugal, à cause de la correction que lui a infligée l'Allemagne. Malgré la victoire allemande 1 à 0, le scénario ne se produit pas et le Portugal, vainqueur 2 à 1 d'un Ghana en crise, tire sa révérence.
L'Allemagne se qualifie logiquement tandis que les États-Unis réussissent à déjouer les pronostics aux dépens du Portugal, qui accompagne l'Espagne, l'Angleterre, la Bosnie-Herzégovine, la Croatie et l'Italie parmi les déçus européens du Mondial, tandis le Ghana, qui a vécu plusieurs crises dans cette Coupe du monde avec notamment deux joueurs exclus en pleine compétition pour s'être battus avec des responsables, rejoint le Cameroun et la Côte d'Ivoire parmi les déçus africains. Le sélectionneur du Portugal, Paulo Bento, sera licencié après avoir entamé les qualifications de l'Euro 2016 par une surprenante défaite à domicile contre l'Albanie. Les Portugais remporteront finalement le titre suprême européen en 2016. Le Ghana se séparera de son sélectionneur James Kwesi Appiah en septembre avant de se relever lors de la CAN 2015 dont il atteindra la finale, en échouant seulement aux tirs au but, sous l'impulsion du nouveau sélectionneur israélien Avram Grant.

#### Groupe H
|   | Équipe       | Pts | J | G | N | P | BP | BC | Diff |
| 1 | Belgique     | 9   | 3 | 3 | 0 | 0 | 4  | 1  | 3    |
| 2 | Algérie      | 4   | 3 | 1 | 1 | 1 | 6  | 5  | 1    |
| 3 | Russie       | 2   | 3 | 0 | 2 | 1 | 2  | 3  | -1   |
| 4 | Corée du Sud | 1   | 3 | 0 | 1 | 2 | 3  | 6  | -3   |

1re journée
| Match 15                       | Belgique                                          | 2 - 1   | Algérie             | Estádio Mineirão, Belo Horizonte                 |                                                  |
| 17 juin 2014 13 h heure locale | ( De Bruyne) Fellaini 70e · ( Hazard) Mertens 80e | (0 - 1) | 25e (pen.) Feghouli | Spectateurs : 56 800 Arbitrage : Marco Rodriguez | Spectateurs : 56 800 Arbitrage : Marco Rodriguez |
| 17 juin 2014 13 h heure locale | Rapport                                           |         |                     | Spectateurs : 56 800 Arbitrage : Marco Rodriguez | Spectateurs : 56 800 Arbitrage : Marco Rodriguez |

| Match 16                       | Russie       | 1 - 1   | Corée du Sud  | Arena Pantanal, Cuiabá                         |                                                |
| 17 juin 2014 18 h heure locale | Kerjakov 74e | (0 - 0) | 68e Lee K.-H. | Spectateurs : 37 603 Arbitrage : Néstor Pitana | Spectateurs : 37 603 Arbitrage : Néstor Pitana |
| 17 juin 2014 18 h heure locale | Rapport      |         |               | Spectateurs : 37 603 Arbitrage : Néstor Pitana | Spectateurs : 37 603 Arbitrage : Néstor Pitana |

2e journée
| Match 31                       | Belgique            | 1 - 0   | Russie | Stade Maracanã, Rio de Janeiro               |                                              |
| 22 juin 2014 13 h heure locale | ( Hazard) Origi 88e | (0 - 0) |        | Spectateurs : 73 819 Arbitrage : Felix Brych | Spectateurs : 73 819 Arbitrage : Felix Brych |
| 22 juin 2014 13 h heure locale | Rapport             |         |        | Spectateurs : 73 819 Arbitrage : Felix Brych | Spectateurs : 73 819 Arbitrage : Felix Brych |

| Match 32                       | Corée du Sud                                      | 2 - 4   | Algérie                                                                                           | Estádio Beira-Rio, Porto Alegre                |                                                |
| 22 juin 2014 16 h heure locale | ( Yun S.-K.) Son 50e · ( Lee K.-H.) Koo J.-C. 72e | (0 - 3) | 26e Slimani (Medjani ) · 28e Halliche (Djabou ) · 38e Djabou (Slimani ) · 62e Brahimi (Feghouli ) | Spectateurs : 42 732 Arbitrage : Wilmar Roldan | Spectateurs : 42 732 Arbitrage : Wilmar Roldan |
| 22 juin 2014 16 h heure locale | Rapport                                           |         |                                                                                                   | Spectateurs : 42 732 Arbitrage : Wilmar Roldan | Spectateurs : 42 732 Arbitrage : Wilmar Roldan |

3e journée
| Match 47                       | Corée du Sud | 0 - 1   | Belgique       | Arena de São Paulo, São Paulo                      |                                                    |
| 26 juin 2014 17 h heure locale |              | (0 - 0) | 78e Vertonghen | Spectateurs : 61 397 Arbitrage : Benjamin Williams | Spectateurs : 61 397 Arbitrage : Benjamin Williams |
| 26 juin 2014 17 h heure locale | Rapport      |         |                | Spectateurs : 61 397 Arbitrage : Benjamin Williams | Spectateurs : 61 397 Arbitrage : Benjamin Williams |

| Match 48                       | Algérie                | 1 - 1   | Russie                  | Arena da Baixada, Curitiba                    |                                               |
| 26 juin 2014 17 h heure locale | ( Brahimi) Slimani 60e | (0 - 1) | 6e Kokorine (Kombarov ) | Spectateurs : 39 311 Arbitrage : Cüneyt Çakır | Spectateurs : 39 311 Arbitrage : Cüneyt Çakır |
| 26 juin 2014 17 h heure locale | Rapport                |         |                         | Spectateurs : 39 311 Arbitrage : Cüneyt Çakır | Spectateurs : 39 311 Arbitrage : Cüneyt Çakır |

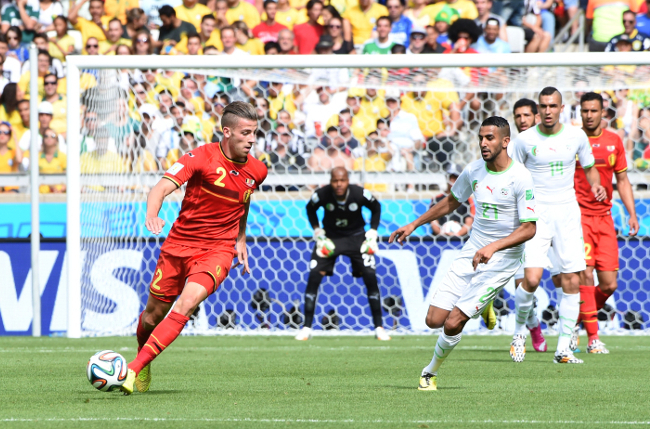
Toby Alderweireld et Riyad Mahrez lors du match Belgique - Algérie.

Le groupe H rappelle un peu un groupe de l'édition 2002 (la Corée du Sud et l'Algérie remplaçant leurs voisins géographiques, respectivement le Japon et la Tunisie). La Belgique et la Russie, de retour en Coupe du monde après une absence de douze ans, s'affichent comme les favoris du groupe. Emmenée par une génération dorée, la Belgique a survolé les qualifications, tout comme la Russie qui, entraînée par Fabio Capello, vient préparer le Mondial 2018 qui aura lieu sur ses terres. Huitième de finaliste en 2010, la Corée du Sud, entraînée par l'idole Hong Myung-bo, se place en position de premier outsider, mais à cause d'une préparation ratée et de résultats très irréguliers, elle arrive au Brésil pleine de doutes. Au moment du tirage au sort, l'Algérie, dont les performances sont modestes depuis plusieurs années, apparait comme le petit poucet du groupe, mais aborde le Mondial après une préparation réussie en ayant développé un jeu offensif prometteur.
Largement favorite, la Belgique ne convainc pourtant pas lors de sa victoire initiale 2 à 1 acquise face à l'Algérie, encaissant rapidement un but sur pénalty des Fennecs avant d'inverser la tendance en fin de match. Dans l'autre rencontre, la Russie ne convainc pas non plus et son gardien, Igor Akinfeïev, commet une erreur qui permet aux Sud-Coréens de marquer et d'assurer le match nul 1 à 1. Annoncé comme le choc de ce groupe H, le match entre équipes européennes au Maracana est décevant. Les Belges battent dans la douleur 1 à 0 des Russes qui se sont procuré les meilleures occasions du match. Une heure plus tard, l'Algérie devient la première équipe africaine à marquer quatre buts lors d'un match de Coupe du monde en disposant de la Corée du Sud 4 à 2, l'Algérie pratiquant le jeu offensif qu'elle a développé en préparation, et la Corée du Sud payant son irrégularité en ratant complètement sa première mi-temps et en dominant la deuxième. La Belgique, déjà qualifiée, bat de nouveau sur le tard et dans la douleur, une Corée du Sud entreprenante mais irréaliste (1-0). La rencontre entre la Russie et l'Algérie est décisive. Dans un match spectaculaire, la Russie réalise sa prestation la plus aboutie et ouvre rapidement le score. L'Algérie égalise en deuxième mi-temps dans des circonstances particulières, un spectateur ayant utilisé un pointeur laser dirigé vers les yeux du gardien russe. Elle parvient ensuite à conserver le résultat, 1 à 1, suffisant pour se qualifier.
L'Algérie, qui était en pleine reconstruction au moment du tirage au sort, se qualifie pour son premier huitième de finale après de très bonnes prestations, ce qui fait de la sélection l'une des bonnes surprises du premier tour. L'utilisation du laser par un supporter contre la Russie est cependant sanctionnée d'une amende. Annoncée largement favorite, la Belgique ne se sera pas démarquée, remportant sans briller ses trois matchs sur le tard. L'élimination sans gloire de la Corée du Sud, pourtant la nation la plus prolifique d'Asie en Coupe du monde, achève le fiasco des équipes asiatiques. Plus décevante encore, la Russie (URSS incluse) quitte le tournoi pour la première fois sans la moindre victoire. Fabio Capello condamne l'arbitrage et le laser pour expliquer le bilan russe. Il sera licencié un an plus tard après deux défaites contre l'Autriche avant que la Russie choisisse de renouer avec un sélectionneur russe, Leonid Sloutski qui qualifiera son équipe à l'Euro 2016. Du côté sud-coréen, Hong Myung-bo démissionnera sous la pression médiatique et les footballeurs seront accueillis par des lancers de friandises, extrême insulte au pays. Il faudra attendre l'arrivée d'Uli Stielike, l'épopée de la Coupe d'Asie 2015 et la victoire en Coupe d'Asie de l'Est 2015 pour que la popularité de la sélection soit pleinement restaurée.

### Tableau final
Toutes les rencontres sont à élimination directe, du stade des huitièmes de finale jusqu'à celui de la finale.
Si les deux équipes qui s'affrontent sont à égalité à la fin du temps règlementaire de 90 minutes, une prolongation (ap) de deux fois 15 minutes est jouée. Si les deux équipes sont toujours à égalité à la fin de la prolongation, une épreuve de tirs au but (tab) est disputée afin de décider de la qualification pour le tour suivant, ou de l’obtention du titre s’il s’agit de la finale.
|  | Huitièmes de finale      | Huitièmes de finale        |           |                        | Quarts de finale       | Quarts de finale      |   |  | Demi-finales               | Demi-finales               |  |  | Finale                      | Finale                      |
|  | Huitièmes de finale      | Huitièmes de finale        |           |                        | Quarts de finale       | Quarts de finale      |   |  | Demi-finales               | Demi-finales               |  |  | Finale                      | Finale                      |
|  |                          |                            |           |                        |                        |                       |   |  |                            |                            |  |  |                             |                             |
|  | 28 juin à Belo Horizonte | 28 juin à Belo Horizonte   |           |                        | 4 juillet à Fortaleza  | 4 juillet à Fortaleza |   |  | 8 juillet à Belo Horizonte | 8 juillet à Belo Horizonte |  |  | 13 juillet à Rio de Janeiro | 13 juillet à Rio de Janeiro |
|  | 28 juin à Belo Horizonte | 28 juin à Belo Horizonte   |           |                        | 4 juillet à Fortaleza  | 4 juillet à Fortaleza |   |  | 8 juillet à Belo Horizonte | 8 juillet à Belo Horizonte |  |  | 13 juillet à Rio de Janeiro | 13 juillet à Rio de Janeiro |
|  | Brésil                   | 1ap (3)                    |           |                        | 4 juillet à Fortaleza  | 4 juillet à Fortaleza |   |  | 8 juillet à Belo Horizonte | 8 juillet à Belo Horizonte |  |  | 13 juillet à Rio de Janeiro | 13 juillet à Rio de Janeiro |
|  | Brésil                   | 1ap (3)                    |           |                        | 4 juillet à Fortaleza  | 4 juillet à Fortaleza |   |  | 8 juillet à Belo Horizonte | 8 juillet à Belo Horizonte |  |  | 13 juillet à Rio de Janeiro | 13 juillet à Rio de Janeiro |
|  | Chili                    | 1 tab(2)                   |           |                        | 4 juillet à Fortaleza  | 4 juillet à Fortaleza |   |  | 8 juillet à Belo Horizonte | 8 juillet à Belo Horizonte |  |  | 13 juillet à Rio de Janeiro | 13 juillet à Rio de Janeiro |
|  | Chili                    | 1 tab(2)                   | Brésil    | 2                      |                        |                       |   |  | 8 juillet à Belo Horizonte | 8 juillet à Belo Horizonte |  |  | 13 juillet à Rio de Janeiro | 13 juillet à Rio de Janeiro |
|  | 28 juin à Rio de Janeiro |                            | Brésil    | 2                      |                        |                       |   |  | 8 juillet à Belo Horizonte | 8 juillet à Belo Horizonte |  |  | 13 juillet à Rio de Janeiro | 13 juillet à Rio de Janeiro |
|  |                          | Colombie                   | 1         |                        |                        |                       |   |  | 8 juillet à Belo Horizonte | 8 juillet à Belo Horizonte |  |  | 13 juillet à Rio de Janeiro | 13 juillet à Rio de Janeiro |
|  | Colombie                 | Colombie                   | 1         | 2                      |                        |                       |   |  | 8 juillet à Belo Horizonte | 8 juillet à Belo Horizonte |  |  | 13 juillet à Rio de Janeiro | 13 juillet à Rio de Janeiro |
|  | Colombie                 | 4 juillet à Rio de Janeiro |           | 2                      |                        |                       |   |  | 8 juillet à Belo Horizonte | 8 juillet à Belo Horizonte |  |  | 13 juillet à Rio de Janeiro | 13 juillet à Rio de Janeiro |
|  | Uruguay                  | 0                          |           |                        |                        |                       |   |  | 8 juillet à Belo Horizonte | 8 juillet à Belo Horizonte |  |  | 13 juillet à Rio de Janeiro | 13 juillet à Rio de Janeiro |
|  | Uruguay                  | 0                          | Brésil    | 1                      |                        |                       |   |  |                            |                            |  |  | 13 juillet à Rio de Janeiro | 13 juillet à Rio de Janeiro |
|  | 30 juin à Brasília       |                            | Brésil    | 1                      |                        |                       |   |  |                            |                            |  |  | 13 juillet à Rio de Janeiro | 13 juillet à Rio de Janeiro |
|  |                          | Allemagne                  | 7         |                        |                        |                       |   |  |                            |                            |  |  | 13 juillet à Rio de Janeiro | 13 juillet à Rio de Janeiro |
|  | France                   | Allemagne                  | 7         | 2                      |                        |                       |   |  |                            |                            |  |  | 13 juillet à Rio de Janeiro | 13 juillet à Rio de Janeiro |
|  | France                   | 9 juillet à São Paulo      |           | 2                      |                        |                       |   |  |                            |                            |  |  | 13 juillet à Rio de Janeiro | 13 juillet à Rio de Janeiro |
|  | Nigeria                  | 0                          |           |                        |                        |                       |   |  |                            |                            |  |  | 13 juillet à Rio de Janeiro | 13 juillet à Rio de Janeiro |
|  | Nigeria                  | 0                          | France    | 0                      |                        |                       |   |  |                            |                            |  |  | 13 juillet à Rio de Janeiro | 13 juillet à Rio de Janeiro |
|  | 30 juin à Porto Alegre   |                            | France    | 0                      |                        |                       |   |  |                            |                            |  |  | 13 juillet à Rio de Janeiro | 13 juillet à Rio de Janeiro |
|  |                          | Allemagne                  | 1         |                        |                        |                       |   |  |                            |                            |  |  | 13 juillet à Rio de Janeiro | 13 juillet à Rio de Janeiro |
|  | Allemagne                | Allemagne                  | 1         | 2 ap                   |                        |                       |   |  |                            |                            |  |  | 13 juillet à Rio de Janeiro | 13 juillet à Rio de Janeiro |
|  | Allemagne                | 5 juillet à Salvador       |           | 2 ap                   |                        |                       |   |  |                            |                            |  |  | 13 juillet à Rio de Janeiro | 13 juillet à Rio de Janeiro |
|  | Algérie                  | 1                          |           |                        |                        |                       |   |  |                            |                            |  |  | 13 juillet à Rio de Janeiro | 13 juillet à Rio de Janeiro |
|  | Algérie                  | 1                          | Allemagne | 1 ap                   |                        |                       |   |  |                            |                            |  |  |                             |                             |
|  | 29 juin à Fortaleza      |                            | Allemagne | 1 ap                   |                        |                       |   |  |                            |                            |  |  |                             |                             |
|  |                          | Argentine                  | 0         |                        |                        |                       |   |  |                            |                            |  |  |                             |                             |
|  | Pays-Bas                 | Argentine                  | 0         | 2                      |                        |                       |   |  |                            |                            |  |  |                             |                             |
|  | Pays-Bas                 |                            |           | 2                      |                        |                       |   |  |                            |                            |  |  |                             |                             |
|  | Mexique                  | 1                          |           |                        |                        |                       |   |  |                            |                            |  |  |                             |                             |
|  | Mexique                  | 1                          | Pays-Bas  | 0ap (4)                |                        |                       |   |  |                            |                            |  |  |                             |                             |
|  | 29 juin à Recife         |                            | Pays-Bas  | 0ap (4)                |                        |                       |   |  |                            |                            |  |  |                             |                             |
|  |                          | Costa Rica                 | 0 tab(3)  |                        |                        |                       |   |  |                            |                            |  |  |                             |                             |
|  | Costa Rica               | Costa Rica                 | 0 tab(3)  | 1ap (5)                |                        |                       |   |  |                            |                            |  |  |                             |                             |
|  | Costa Rica               | 5 juillet à Brasília       |           | 1ap (5)                |                        |                       |   |  |                            |                            |  |  |                             |                             |
|  | Grèce                    | 1 tab(3)                   |           |                        |                        |                       |   |  |                            |                            |  |  |                             |                             |
|  | Grèce                    | 1 tab(3)                   | Pays-Bas  | 0ap (2)                |                        |                       |   |  |                            |                            |  |  |                             |                             |
|  | 1er juillet à São Paulo  |                            | Pays-Bas  | 0ap (2)                |                        |                       |   |  |                            |                            |  |  |                             |                             |
|  |                          | Argentine                  | 0 tab(4)  |                        |                        |                       |   |  |                            |                            |  |  |                             |                             |
|  | Argentine                | Argentine                  | 0 tab(4)  | 1 ap                   |                        |                       |   |  |                            |                            |  |  |                             |                             |
|  | Argentine                |                            |           | 1 ap                   |                        |                       |   |  |                            |                            |  |  |                             |                             |
|  | Suisse                   | 0                          |           | Match pour la 3e place | Match pour la 3e place |                       |   |  |                            |                            |  |  |                             |                             |
|  | Suisse                   | 0                          | Argentine | Match pour la 3e place | Match pour la 3e place | 1                     |   |  |                            |                            |  |  |                             |                             |
|  | 1er juillet à Salvador   | 1er juillet à Salvador     | Argentine | 12 juillet à Brasília  | 12 juillet à Brasília  | 1                     |   |  |                            |                            |  |  |                             |                             |
|  | 1er juillet à Salvador   | 1er juillet à Salvador     |           | 12 juillet à Brasília  | 12 juillet à Brasília  | Belgique              | 0 |  |                            |                            |  |  |                             |                             |
|  | Belgique                 | 2 ap                       | Brésil    | 0                      |                        | Belgique              | 0 |  |                            |                            |  |  |                             |                             |
|  | Belgique                 | 2 ap                       | Brésil    | 0                      |                        |                       |   |  |                            |                            |  |  |                             |                             |
|  | États-Unis               | 1                          |           | Pays-Bas               | 3                      |                       |   |  |                            |                            |  |  |                             |                             |
|  | États-Unis               | 1                          |           | Pays-Bas               | 3                      |                       |   |  |                            |                            |  |  |                             |                             |

#### Huitièmes de finale
| Match 49                       | Brésil                                         | 1 - 1 a. p.           | Chili                                             | Estádio Mineirão, Belo Horizonte             |                                              |
| 28 juin 2014 13 h heure locale | ( Thiago Silva) David Luiz 18e                 | (1 - 1, 1 - 1, 1 - 1) | 32e Alexis Sánchez (Vargas )                      | Spectateurs : 57 714 Arbitrage : Howard Webb | Spectateurs : 57 714 Arbitrage : Howard Webb |
| 28 juin 2014 13 h heure locale | Rapport                                        |                       |                                                   | Spectateurs : 57 714 Arbitrage : Howard Webb | Spectateurs : 57 714 Arbitrage : Howard Webb |
| 28 juin 2014 13 h heure locale | David Luiz · Willian · Marcelo · Hulk · Neymar | Tirs au but 3 - 2     | Pinilla · Alexis Sánchez · Aránguiz · Díaz · Jara | Spectateurs : 57 714 Arbitrage : Howard Webb | Spectateurs : 57 714 Arbitrage : Howard Webb |

C'est la troisième fois en cinq éditions que le Brésil rencontre le Chili en huitièmes de finale. Large vainqueur à ce stade en 1998 et 2010, le Brésil est cette fois-ci accroché sérieusement par le Chili. À la 18e minute, une remise de la tête de Thiago Silva sur un corner tiré par Neymar vient offrir l'ouverture du score aux Brésiliens : la défenseur chilien Gonzalo Jara talonne le ballon en tentant de le sortir derrière sa ligne de but mais le défenseur brésilien David Luiz, qui était en prise avec lui au second poteau et à qui le ballon était initialement destiné, est sur la trajectoire et dévie le ballon dans le but chilien. Dans les minutes qui suivent, la Seleção a du mal à développer son jeu face aux talentueux Chiliens, tombeurs de l'Espagne, qui finissent par égaliser à la 32e minute, grâce à un tir croisé à ras de terre de leur attaquant barcelonais Alexis Sánchez. Le Chili domine la première mi-temps. Lors de la seconde mi-temps, le Brésil se montre de plus en plus dangereux et le Chili recule, mais les deux équipes obtiennent tout de même de sérieuses actions de but : à la 55e minute, l'attaquant brésilien Hulk se voit même refuser un but pour une main imaginaire. Lors de la prolongation, les deux équipes restent à égalité et le Chili aurait pu crucifier les Auriverdes sur le fil, mais la frappe de Mauricio Pinilla à la 120e finit sur la barre transversale de Júlio César, battu. Lors de la séance de tirs au but, c'est le remplaçant du meneur de jeu chilien Arturo Vidal entré à la 87e minute, Pinilla, qui rate le premier tir au but chilien, alors que David Luiz avait réussi à transformer le sien pour le Brésil. Le Brésil alterne entre penalties transformés (Marcelo et Neymar trompent Bravo) et tirs ratés (Willian ne cadre pas sa frappe, tandis que celle de Hulk est stoppée par Bravo), mais le Chili ne marque que deux tirs au but et son dernier tireur, Gonzalo Jara, qualifie le pays hôte en envoyant sa frappe sur le poteau du gardien de la Seleção. Julio César, héros de la séance de tirs au but, est élu homme du match.
| Match 50                       | Colombie                                                         | 2 - 0   | Uruguay | Stade Maracanã, Rio de Janeiro                 |                                                |
| 28 juin 2014 17 h heure locale | ( Aguilar) James Rodríguez 28e · ( Cuadrado) James Rodríguez 50e | (1 - 0) |         | Spectateurs : 73 804 Arbitrage : Björn Kuipers | Spectateurs : 73 804 Arbitrage : Björn Kuipers |
| 28 juin 2014 17 h heure locale | Rapport                                                          |         |         | Spectateurs : 73 804 Arbitrage : Björn Kuipers | Spectateurs : 73 804 Arbitrage : Björn Kuipers |

Deuxième huitième de finale et deuxième confrontation entre équipes sud-américaines. La Colombie du Monégasque James Rodríguez affronte un Uruguay affaibli par l'absence de sa star Luis Suárez, exclu du mondial pour cause de morsure sur le défenseur italien Giorgio Chiellini au tour précédent. La Colombie domine l'Uruguay dans tous les compartiments du jeu et ne permet aux Uruguayens que quelques contre-attaques, toutes annihilées par la défense ou le gardien colombien. Les Cafeteros ouvrent la marque (28e) par un superbe enchaînement contrôle de la poitrine orienté/reprise de volée des 25 mètres du meilleur joueur du premier tour, James Rodríguez. L'Uruguay se découvre plus pour tenter d'égaliser mais les Colombiens repoussent chaque offensive de la Céleste. En seconde mi-temps, James Rodríguez (50e) double la mise sur un mouvement collectif et devient seul meilleur buteur de la compétition grâce à une remise de la tête parfaite de Juan Cuadrado. Cristian Rodríguez (64e), par une frappe des 25 mètres, puis Maxi Pereira (79e), qui seul face à Ospina, tente de le lober sur une courte distance, tentent de réduire la marque, sans succès. La dernière occasion uruguayenne vient de Cavani (85e), mais sa frappe à ras de terre ne suffit pas à impressionner Ospina, qui détourne le ballon en corner. L'Uruguay ne fait plus que défendre lors des dernières minutes et la Colombie se qualifie pour son tout premier quart de finale face au Brésil de Neymar.
| Match 51                       | Pays-Bas                                           | 2 - 1   | Mexique                | Estádio Castelão, Fortaleza                    |                                                |
| 29 juin 2014 13 h heure locale | ( Huntelaar) Sneijder 88e · Huntelaar 90+4e (pen.) | (0 - 0) | 48e Giovani dos Santos | Spectateurs : 58 817 Arbitrage : Pedro Proença | Spectateurs : 58 817 Arbitrage : Pedro Proença |
| 29 juin 2014 13 h heure locale | Rapport                                            |         |                        | Spectateurs : 58 817 Arbitrage : Pedro Proença | Spectateurs : 58 817 Arbitrage : Pedro Proença |

Les finalistes de la précédente Coupe du monde affrontent un séduisant Mexique, deuxième du groupe du Brésil. Dans la fournaise de Fortaleza, le Mexique domine les Oranje en la première mi-temps, alors que les Néerlandais usent et abusent de contre-attaques. La concrétisation de la domination mexicaine intervient en début de seconde mi-temps avec l'ouverture du score par Giovani dos Santos. Le Mexique se replie en défense et les Pays-Bas font le siège du but mexicain. Après plusieurs faits de jeu litigieux (notamment une faute énorme sur Robben dans la surface), l'égalisation néerlandaise méritée vient des pieds de Wesley Sneijder en fin de rencontre (88e). Les Oranje continuent de pousser lors des dernières minutes et l'arbitre, le portugais Pedro Proença, siffle un penalty dans le temps additionnel en faveur des Pays-Bas à la suite d'une faute sur Arjen Robben. Ce penalty est une véritable balle de match et est transformé par le remplaçant Klaas-Jan Huntelaar. Les Pays-Bas s'imposent sur le fil après avoir largement dominé les débats en seconde mi-temps, face à un Mexique qui se retrouve éliminé pour la sixième fois d'affilée en huitièmes de finale.
| Match 52                       | Costa Rica                                        | 1 - 1 a. p.           | Grèce                                 | Itaipava Arena Pernambuco, Recife             |                                               |
| 29 juin 2014 17 h heure locale | ( Bolaños) Bryan Ruiz 52e                         | (0 - 0, 1 - 1, 1 - 1) | 90+1e Sokrátis                        | Spectateurs : 41 242 Arbitrage : Ben Williams | Spectateurs : 41 242 Arbitrage : Ben Williams |
| 29 juin 2014 17 h heure locale | Rapport                                           |                       |                                       | Spectateurs : 41 242 Arbitrage : Ben Williams | Spectateurs : 41 242 Arbitrage : Ben Williams |
| 29 juin 2014 17 h heure locale | Borges · Bryan Ruiz · González · Campbell · Umaña | Tirs au but 5 - 3     | Mítroglou · Lazaros · Holebas · Gekas | Spectateurs : 41 242 Arbitrage : Ben Williams | Spectateurs : 41 242 Arbitrage : Ben Williams |

Ce huitième de finale propose une affiche totalement inattendue entre le Costa Rica et la Grèce. Le vainqueur de ce match disputera pour la première fois de son histoire un quart de finale de Coupe du monde. La première mi-temps ne présente que quelques actions de but avortées. En seconde mi-temps, les choses s'accélèrent pendant une quinzaine de minutes, lors desquelles les Ticos ouvrent la marque par leur capitaine Bryan Ruiz et se procurent des occasions de doubler la mise. Mais, passé cette euphorie, la rencontre s'endort pendant plus d'une demi-heure, lors de laquelle les Grecs confisquent le ballon aux Costaricains mais n'obtiennent que très peu d'occasions. Cependant, la Grèce répond à sa réputation d'équipe qui se bat jusqu'au bout et, comme lors de sa confrontation décisive face aux Ivoiriens (victoire 2-1), un but grec est inscrit en toute fin du temps règlementaire, par le défenseur Sokrátis Papastathópoulos dont c'est le premier but en sélection. Ce but est, d'ailleurs, le premier encaissé dans le jeu par le gardien valencien Keylor Navas. La Grèce décroche donc la prolongation lors de laquelle elle domine un Costa Rica qui ne se procure aucune occasion de but. Les Grecs auraient pu se qualifier grâce à Kóstas Mítroglou à la toute dernière seconde de jeu, mais le gardien costaricien empêche le joueur du Bateau Pirate de marquer. Lors de la séance de tirs au but, tous les tireurs, Costariciens et Grecs, cadrent leur frappe, mais le gardien Navas réalise une parade décisive sur le tir de Theofánis Gekas, éliminant donc le champion d'Europe 2004.
| Match 53                       | France                       | 2 - 0   | Nigeria | Estádio Nacional, Brasilia                   |                                              |
| 30 juin 2014 13 h heure locale | Pogba 79e · Yobo 90+1e (csc) | (0 - 0) |         | Spectateurs : 67 882 Arbitrage : Mark Geiger | Spectateurs : 67 882 Arbitrage : Mark Geiger |
| 30 juin 2014 13 h heure locale | Rapport                      |         |         | Spectateurs : 67 882 Arbitrage : Mark Geiger | Spectateurs : 67 882 Arbitrage : Mark Geiger |

L'équipe de France affronte un Nigeria qui a su tenir tête à l'Argentine de Lionel Messi. Lors de la première mi-temps, chaque équipe domine l'autre pendant une vingtaine de minutes et un but est refusé aux Africains pour hors-jeu. Les Français ont plusieurs occasions, toutes annihilées par l'excellent gardien Vincent Enyeama. Après l'heure de jeu en seconde mi-temps, la France se montre dominatrice. Les efforts français sont tous arrêtés par le gardien des Super Eagles, mais celui-ci se troue sur un corner et permet l'ouverture du score par Paul Pogba. Tout s'enchaîne et la France, en plus de mener au score, continue d'attaquer et de presser le Nigeria. Le deuxième but vient d'un nouveau corner, d'un centre de Mathieu Valbuena, et c'est le capitaine nigérian Joseph Yobo qui, sous la pression d'Antoine Griezmann fraîchement entré en jeu, marque contre son camp.
| Match 54                       | Allemagne                          | 2 - 1 a. p.           | Algérie                   | Estádio Beira-Rio, Porto Alegre               |                                               |
| 30 juin 2014 17 h heure locale | ( Müller) Schürrle 92e · Özil 119e | (0 - 0, 0 - 0, 1 - 0) | 120+1e Djabou (Feghouli ) | Spectateurs : 43 063 Arbitrage : Sandro Ricci | Spectateurs : 43 063 Arbitrage : Sandro Ricci |
| 30 juin 2014 17 h heure locale | Rapport                            |                       |                           | Spectateurs : 43 063 Arbitrage : Sandro Ricci | Spectateurs : 43 063 Arbitrage : Sandro Ricci |

Ce huitième de finale entre l'Allemagne et l'Algérie est leur deuxième affrontement en Coupe du monde, après le mémorable match du premier tour de 1982 où les Fennecs avaient signé un retentissant exploit en battant la Nationalmannschaft. La première mi-temps est à l'avantage des Algériens, particulièrement incisifs en contre et qui se procurent plusieurs occasions de but face à une défense allemande passive. À la 17e minute, Slimani marque de la tête, mais le but est refusé pour une position de hors-jeu. Dans la minute qui suit, Ghoulam, lancé par Soudani, tente un tir croisé en angle fermé, le ballon passe à quelques centimètres de la cage de Neuer. L’Algérie se procure sa dernière grosse occasion de la première mi-temps, lorsque sur un mauvais renvoi, Mostefa tente une volée des 25 mètres. Son tir est contré par Boateng et voit sa course s’arrêter au ras du poteau de Neuer. Cette première mi-temps est paradoxalement marquée par une forte possession de balle de l'Allemagne (65 %), qui ne parvient à concrétiser ses actions (Schweinsteiger, Özil, Kroos, Götze). La tendance s'inverse en seconde période, où l'Allemagne domine une Algérie inoffensive et se procure d'énormes occasions de but, beaucoup plus franches qu’en première période. Mais l’Algérie tient bon, grâce à son gardien Raïs M’Bolhi (auteur d’une dizaine d’arrêts sur l’ensemble du match) qui sera désigné homme du match. Le score reste nul et vierge et la prolongation est nécessaire. La Nationalmannschaft prend les devants dès la 92e, avec un but d’André Schürrle à la réception d’un centre ras du sol de Thomas Müller. Ironie du sort, Schürrle marque d’une « Madjer », un geste consistant à utiliser son talon pour pousser le ballon dans les cages adverses, et qui a été popularisé par Rabah Madjer, l’homme qui avait ouvert le score contre la RFA en 1982. L’Allemagne s’offre une nouvelle occasion de but à la 99e minute, lorsqu’une frappe enroulée de 25 mètres de Müller passe juste à côté du but. Trois minutes plus tard, Mostefa manque d’égaliser en profitant d’un cafouillage dans la défense allemande, pour s'offrir une frappe croisée qui vient frôler le montant gauche de Neuer. Finalement c’est l’Allemagne qui vient doubler la mise à la 119e minute grâce à un but d’Özil venu récupérer un tir de Schürrle contré par la défense algérienne. Mais l’Algérie ne s’avoue pas vaincue et, grâce à une superbe reprise de volée, l’ailier gauche Abdelmoumène Djabou entre dans l’histoire en inscrivant le but le plus tardif de la Coupe du monde (devançant un record établi par Alessandro Del Piero, lui aussi buteur contre l’Allemagne, en 2006). 
| Match 55                           | Argentine              | 1 - 0 a. p.           | Suisse | Arena Corinthians, São Paulo                    |                                                 |
| 1er juillet 2014 13 h heure locale | ( Messi) Di María 118e | (0 - 0, 0 - 0, 0 - 0) |        | Spectateurs : 63 255 Arbitrage : Jonas Eriksson | Spectateurs : 63 255 Arbitrage : Jonas Eriksson |
| 1er juillet 2014 13 h heure locale | Rapport                |                       |        | Spectateurs : 63 255 Arbitrage : Jonas Eriksson | Spectateurs : 63 255 Arbitrage : Jonas Eriksson |

Ce huitième de finale est, sur le papier, le plus serré : l'Argentine, 5e au classement FIFA, affronte la Suisse, 6e. Lors de la première mi-temps, la Suisse joue crânement sa chance, met l'Argentine en difficulté et aurait pu mener d'au moins un but si Sergio Romero, gardien de l'Albiceleste, ne s'était pas interposé devant Granit Xhaka et Josip Drmić. Le onze argentin domine la seconde période et la Nati se défend bien, stoppant chaque initiative sud-américaine et bloquant le quadruple Ballon d'Or Lionel Messi. Le gardien suisse Diego Benaglio se montre exceptionnel et rappelle qu'il fut l'un des meilleurs gardiens du mondial sud-africain. La prolongation voit la Suisse dominer la première période face à une Argentine apparemment fatiguée. Mais l' Albiceleste retrouve du souffle et termine mieux le match, finissant par ouvrir la marque à trois minutes du terme par son attaquant Ángel Di María sur une offrande de Lionel Messi. La Suisse n'abdique pas, une minute après l'ouverture du score, elle manque de peu l'occasion d'égaliser par Blerim Džemaili, qui voit sa tête s'écraser sur le poteau d'un Romero battu. Après un énième coup franc de Xherdan Shaqiri, qui aboutit dans le mur, l'arbitre siffle la fin du match, l'Argentine se qualifie dans la douleur. Ce match est le dernier d'Ottmar Hitzfeld à la tête de l'équipe de Suisse.
| Match 56                           | Belgique                                           | 2 - 1 a. p.           | États-Unis            | Itaipava Arena Fonte Nova, Salvador              |                                                  |
| 1er juillet 2014 17 h heure locale | ( Lukaku) De Bruyne 93e · ( De Bruyne) Lukaku 105e | (0 - 0, 0 - 0, 2 - 0) | 107e Green (Bradley ) | Spectateurs : 51 227 Arbitrage : Djamel Haimoudi | Spectateurs : 51 227 Arbitrage : Djamel Haimoudi |
| 1er juillet 2014 17 h heure locale | Rapport                                            |                       |                       | Spectateurs : 51 227 Arbitrage : Djamel Haimoudi | Spectateurs : 51 227 Arbitrage : Djamel Haimoudi |

Dans une rencontre sans temps mort, la Belgique se montre globalement dominatrice avec 39 tirs dont 17 cadrés. Le gardien de but américain Tim Howard retarde longtemps l'échéance en établissant un record en Coupe du monde pour son poste sur un match : 16 arrêts comptabilisés. Les deux équipes sont à égalité à la fin du temps réglementaire et vont en prolongation. Romelu Lukaku, entré sur le terrain à la place de Divock Origi à la 91e minute, débloque finalement la situation en offrant une passe décisive à Kevin De Bruyne dès l'entame de la prolongation. Lukaku, sur une passe décisive de Kevin De Bruyne, double la mise à la 105e minute, mettant a priori les Diables Rouges à l'abri. Mais au début de la deuxième période de prolongation, l'Américain Julian Green, tout juste entré au jeu, réduit l'écart et devient le plus jeune buteur de la Coupe du monde 2014 à 19 ans et 125 jours. Si les américains sont proches d'égaliser en toute fin de match, la Belgique s'impose finalement sur ce score de 2 à 1 et atteint les quarts de finale de la compétition planétaire pour la deuxième fois, 28 ans après 1986.

#### Quarts de finale
| Match 58                         | France  | 0 - 1   | Allemagne            | Stade Maracanã, Rio de Janeiro                 |                                                |
| 4 juillet 2014 13 h heure locale |         | (0 - 1) | 13e Hummels (Kroos ) | Spectateurs : 74 240 Arbitrage : Néstor Pitana | Spectateurs : 74 240 Arbitrage : Néstor Pitana |
| 4 juillet 2014 13 h heure locale | Rapport |         |                      | Spectateurs : 74 240 Arbitrage : Néstor Pitana | Spectateurs : 74 240 Arbitrage : Néstor Pitana |

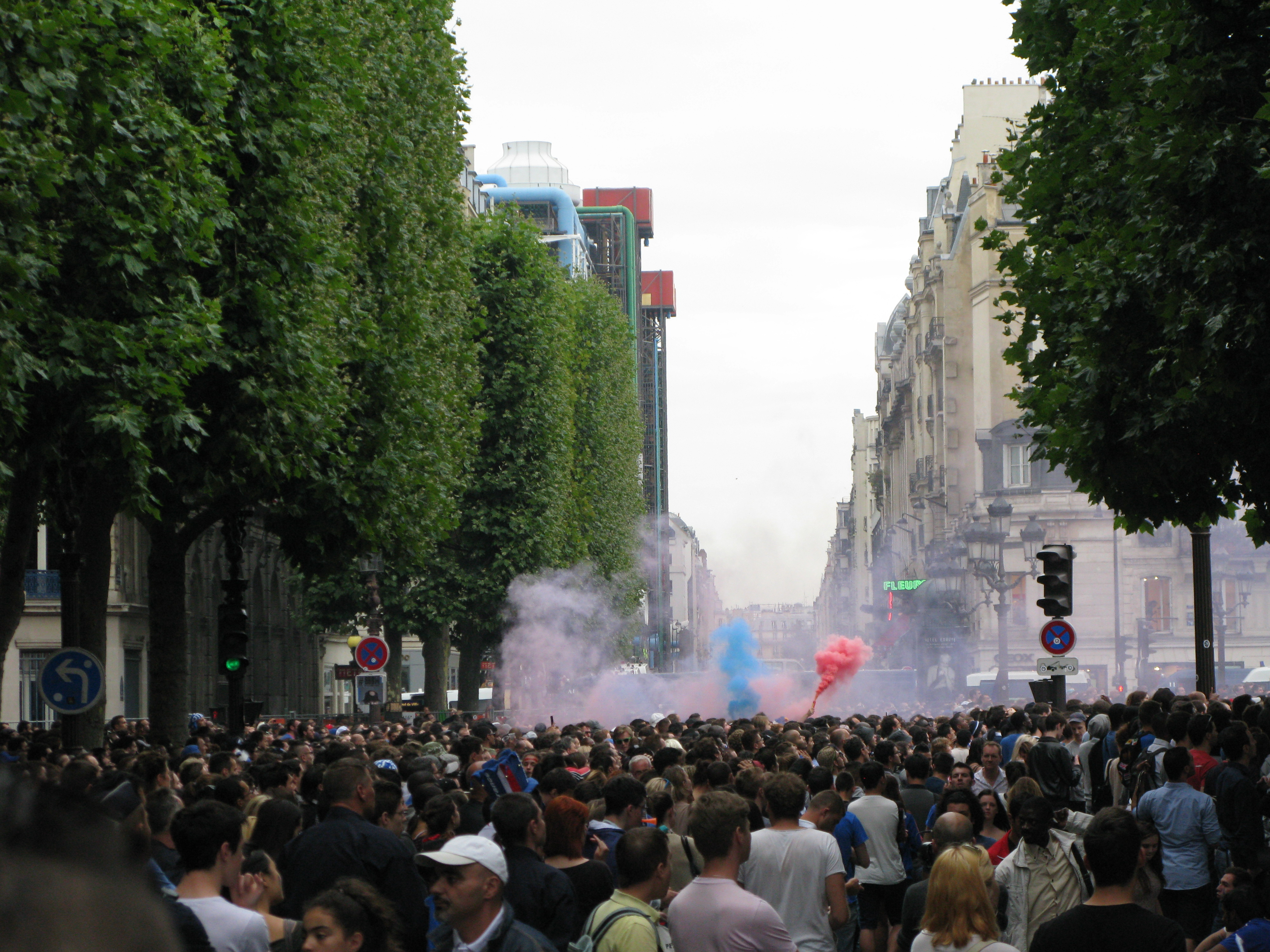
Foule à Paris pendant le match France - Allemagne.

L'Allemagne entame mieux le match que la France et concrétise sa domination à la fin du premier quart d'heure; le défenseur allemand Mats Hummels ouvre en effet le score pour la Nationalmannschaft à la suite d'une faute de marquage de Raphaël Varane à la réception d'un coup franc de Toni Kroos. L'Allemagne domine la première période mais la France, par Valbuena (34e) et Benzema (44e), se crée deux occasions d'égaliser dans le dernier quart d'heure. Le gardien Manuel Neuer permet aux Allemands de conserver leur avantage et, après un ultime arrêt devant Karim Benzema, dans le temps additionnel de la rencontre, l'Allemagne se qualifie pour sa quatrième demi-finale de mondial consécutive, ce qui est une première.
| Match 57                         | Brésil                                     | 2 - 1   | Colombie                   | Estádio Castelão, Fortaleza                              |                                                          |
| 4 juillet 2014 17 h heure locale | ( Neymar) Thiago Silva 7e · David Luiz 69e | (1 - 0) | 80e (pen.) James Rodríguez | Spectateurs : 60 342 Arbitrage : Carlos Velasco Carballo | Spectateurs : 60 342 Arbitrage : Carlos Velasco Carballo |
| 4 juillet 2014 17 h heure locale | Rapport                                    |         |                            | Spectateurs : 60 342 Arbitrage : Carlos Velasco Carballo | Spectateurs : 60 342 Arbitrage : Carlos Velasco Carballo |

Ce quart de finale entre la Colombie et le Brésil promet une opposition de style. La Colombie sort d'un parcours impeccable, en comptant dans ses rangs le meilleur joueur du premier tour et le meilleur buteur provisoire de cette Coupe du monde, James Rodríguez. Le Brésil, tête de série, n'a pas convaincu dans ses précédents matches, passant même près de l'élimination face au Chili. Cependant, c'est le Brésil qui montre le meilleur en début de match, ouvrant le score grâce à son défenseur et capitaine Thiago Silva. La Colombie se procure une énorme occasion d'égaliser par Cuadrado, mais c'est le Brésil qui est près de mener 2 à 0, voire 3 à 0, si la réussite avait été du côté auriverde. En seconde période, la tendance s'inverse et la Colombie déroule sa puissance offensive. Elle se voit refuser un but du vétéran Mario Yepes pour hors-jeu et encaisse le 2 à 0, contre le cours du jeu, sur un magnifique coup franc de David Luiz, distant de 27 mètres des cages d'Ospina. Après une faute et un avertissement du gardien brésilien Júlio César, James Rodríguez réduit l'écart sur penalty et permet aux Cafeteros d'espérer. Le Brésil résiste et s'impose, mais il perd son attaquant vedette Neymar, victime d'une fracture aux vertèbres après un choc avec le Colombien Zúñiga, et son capitaine buteur, Thiago Silva, qui sera suspendu pour avoir reçu un nouveau carton jaune.
| Match 60                         | Argentine              | 1 - 0   | Belgique | Estádio Nacional, Brasilia                      |                                                 |
| 5 juillet 2014 13 h heure locale | ( Di María) Higuaín 8e | (1 - 0) |          | Spectateurs : 68 551 Arbitrage : Nicola Rizzoli | Spectateurs : 68 551 Arbitrage : Nicola Rizzoli |
| 5 juillet 2014 13 h heure locale | Rapport                |         |          | Spectateurs : 68 551 Arbitrage : Nicola Rizzoli | Spectateurs : 68 551 Arbitrage : Nicola Rizzoli |

La deuxième confrontation entre têtes de série dans ces quarts de finale voit s'opposer les Argentins aux Belges. La rencontre est équilibrée et l'Argentine ouvre le score par son buteur Gonzalo Higuaín à la huitième minute. La Belgique pousse et est proche d'égaliser par l'intermédiaire de Kevin De Bruyne, mais n'arrive pas à tromper la machine albicéleste. En deuxième mi-temps, Higuaín se procure les plus belles occasions du côté argentin tandis que du côté belge, la génération dorée n'arrive pas à trouver la faille d'une Argentine qui dévoile enfin sa puissance, malgré la blessure d'Ángel Di María. À la dernière seconde de jeu, Romelu Lukaku, Marouane Fellaini et Axel Witsel échouent coup sur coup sur le gardien argentin Sergio Romero, qui permet à son équipe d'atteindre la demi-finale après 24 ans d'attente en battant l'un des outsiders de la compétition. L'Argentine s'impose pour la première fois sans l'aide de sa pépite Lionel Messi, l'homme fort de la sélection d'Alejandro Sabella.
| Match 59                         | Pays-Bas                              | 0 - 0 a. p.           | Costa Rica                                       | Arena Fonte Nova, Salvador                       |                                                  |
| 5 juillet 2014 17 h heure locale |                                       | (0 - 0, 0 - 0, 0 - 0) |                                                  | Spectateurs : 51 179 Arbitrage : Ravshan Irmatov | Spectateurs : 51 179 Arbitrage : Ravshan Irmatov |
| 5 juillet 2014 17 h heure locale | Rapport                               |                       |                                                  | Spectateurs : 51 179 Arbitrage : Ravshan Irmatov | Spectateurs : 51 179 Arbitrage : Ravshan Irmatov |
| 5 juillet 2014 17 h heure locale | Van Persie · Robben · Sneijder · Kuyt | Tirs au but 4 - 3     | Borges · Bryan Ruiz · González · Bolaños · Umaña | Spectateurs : 51 179 Arbitrage : Ravshan Irmatov | Spectateurs : 51 179 Arbitrage : Ravshan Irmatov |

Ce quart de finale inédit oppose les Néerlandais aux inattendus Costariciens, qui ont tenu tête à trois favoris de la compétition (Angleterre, Italie et Uruguay) avant d'éliminer la Grèce. Le match est à sens unique et les Pays-Bas se procurent une dizaine d'occasions, mais échouent devant l'un des meilleurs gardiens de la compétition, Keylor Navas. Le Costa Rica reste la quasi-totalité de la première période dans sa moitié de terrain, mais se procure deux belles occasions en seconde période et n'est pas loin d'obtenir un penalty, après une chute de Joel Campbell dans la surface néerlandaise. L'équipe centraméricaine arrive à arracher la prolongation surmontant la domination du vice-champion du monde peu en réussite (frappe sur le poteau à la 82e minute sur un coup-franc de Wesley Sneijder). Lors de la prolongation, le Costa Rica ne se procure qu'une seule occasion à la 117e minute par Marco Ureña qui est stoppé in extremis par le gardien oranje Jasper Cillessen. Deux minutes plus tard, en fin de match, Wesley Sneijder trouve encore le montant. Finalement les deux équipes doivent se départager aux tirs au but. C'est la seconde séance pour le Costa Rica en deux matchs (victoire 5-3 aux tirs au but contre les Grecs). Le sélectionneur néerlandais, Louis van Gaal, tente un coup de poker une minute avant le coup de sifflet final et change son gardien titulaire pour le gardien remplaçant Tim Krul, en vue de la séance de tirs au but. Ce changement s'avère payant car Krul sort deux tirs costaricains et qualifie son équipe pour leur seconde demi-finale d'affilée, malgré un comportement répréhensible (Krul déstabilisait les tireurs adverses au point de penalty alors que ceci est interdit). Le Costa Rica est très près de devenir la troisième nation ne provenant ni d'Europe ni d'Amérique du Sud à atteindre les demi-finales (après les États-Unis en 1930 et la Corée du Sud en 2002) et quitte la compétition la tête haute.

#### Demi-finales
| Match 61                         | Brésil                  | 1 - 7   | Allemagne | Estádio Mineirão, Belo Horizonte                 |                                                  |
| 8 juillet 2014 17 h heure locale | ( David Luiz) Oscar 90e | (0 - 5) | 11e Müller (Kroos ) · 23e Klose · 24e, 26e Kroos (Lahm, Khedira ) · 29e Khedira (Özil ) · 69e, 79e Schürrle (Lahm, Müller ) | Spectateurs : 58 141 Arbitrage : Marco Rodriguez | Spectateurs : 58 141 Arbitrage : Marco Rodriguez |
| 8 juillet 2014 17 h heure locale | Rapport                 |         | | Spectateurs : 58 141 Arbitrage : Marco Rodriguez | Spectateurs : 58 141 Arbitrage : Marco Rodriguez |

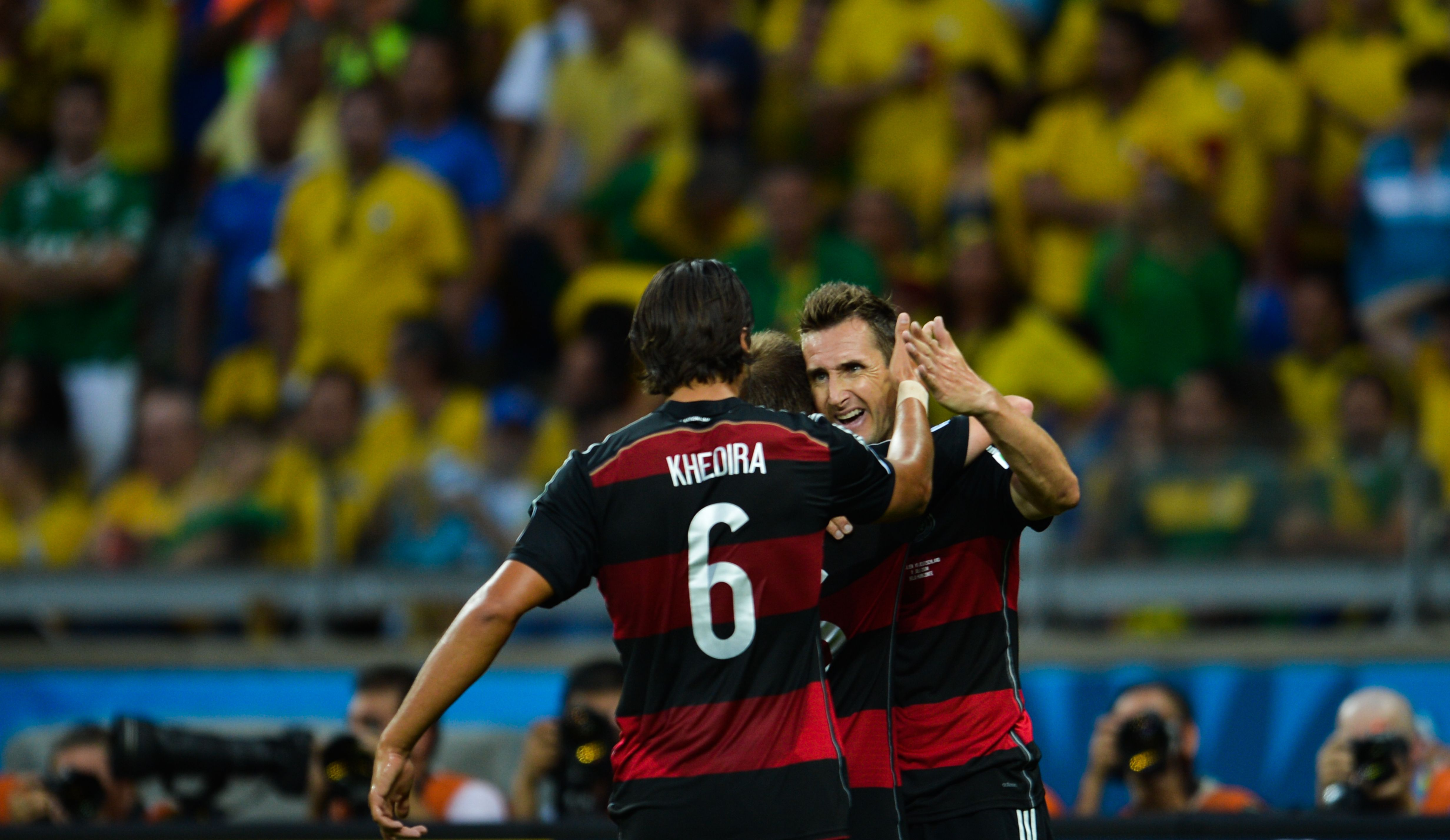
Sami Khedira, Philipp Lahm et Miroslav Klose lors de la demi-finale entre le Brésil et la Mannschaft.

Cette demi-finale est seulement la deuxième rencontre dans l'histoire de la coupe du monde opposant les deux géants, le Brésil et l'Allemagne, après la finale de Coupe du monde 2002, où le Brésil l'avait emporté pour son dernier sacre dans la compétition. C'est la quatrième demi-finale mondiale d'affilée jouée par l'Allemagne. Le Brésil presse l'Allemagne en début de match mais ne fait pas illusion très longtemps. La Mannschaft ouvre le score au bout de dix minutes par Thomas Müller, qui inscrit là son cinquième but de la compétition. Dès lors, les hommes de Joachim Löw déroulent et, en l'espace de six minutes, portent le score au bout d'une demi-heure seulement à 5 à 0 grâce au doublé de Toni Kroos et aux réalisations de Sami Khedira et de Miroslav Klose. Ce dernier devient, avec ce but, le seul meilleur buteur de toute l'histoire de la Coupe du monde avec 16 buts au total. Le Brésil, dépassé par les évènements et la supériorité d'une équipe allemande très impressionnante dans le jeu, rentre aux vestiaires avec un déficit de cinq buts sous les huées du public, certains spectateurs quittant même le stade. Pour la seconde période, l'entraîneur Luiz Felipe Scolari effectue deux changements et le pays hôte relève un peu la tête en se procurant deux occasions de but. Cependant, le remplaçant André Schürrle inscrit un sixième but quelques minutes après son entrée et enfonce le clou. L'Allemagne est dominatrice et ne laisse rien au Brésil, inscrivant même un septième but par le même André Schürrle, d'une magnifique reprise de volée terminant sous la transversale. Le Brésil sauve l'honneur en fin de match grâce à un but d'Oscar mais subit la plus grande défaite de son histoire. 7 à 1, c'est le record du plus lourd score en demi-finale de Coupe du monde. L'Allemagne, quant à elle, se qualifie pour sa huitième finale de Coupe du monde, record absolu, devant le Brésil (7 finales).
| Match 62                         | Pays-Bas                         | 0 - 0 a. p.           | Argentine                               | Arena Corinthians, São Paulo                  |                                               |
| 9 juillet 2014 17 h heure locale |                                  | (0 - 0, 0 - 0, 0 - 0) |                                         | Spectateurs : 63 277 Arbitrage : Cüneyt Çakır | Spectateurs : 63 277 Arbitrage : Cüneyt Çakır |
| 9 juillet 2014 17 h heure locale | Rapport                          |                       |                                         | Spectateurs : 63 277 Arbitrage : Cüneyt Çakır | Spectateurs : 63 277 Arbitrage : Cüneyt Çakır |
| 9 juillet 2014 17 h heure locale | Vlaar · Robben · Sneijder · Kuyt | Tirs au but 2 - 4     | Messi · Garay · Agüero · Maxi Rodríguez | Spectateurs : 63 277 Arbitrage : Cüneyt Çakır | Spectateurs : 63 277 Arbitrage : Cüneyt Çakır |

Cette demi-finale est un remake de la finale de la Coupe du monde 1978, où l'Argentine, de Mario Kempes, s'était imposée face aux Pays-Bas de Johan Neeskens. Tout au long du temps réglementaire, les deux équipes n'ont rien tenté et seuls les Pays-Bas se sont montrés dangereux devant le but adverse dominant nettement lors des dernières minutes. En prolongation, les oranges dominent l'Albicéleste mais ne se procurent que de rares occasions, toutes gâchées. La partie morose s'achève sur le score de 0-0 après 120 minutes et laisse place à la séance de tirs au but où, contrairement au quart de finale Pays-Bas – Costa Rica, Louis van Gaal ne change pas son gardien (il a déjà procédé à ses trois remplacements autorisés). L'équipe néerlandaise aura passé 240 minutes sans marquer de but entre son quart de finale et sa demi-finale. Jasper Cillessen n'arrête aucun tir sur quatre tandis que son homologue argentin Sergio Romero en détourne deux, ce qui permet à l'Argentine d'éliminer l'équipe oranje et de se hisser en finale. L'Argentine y retrouvera son adversaire récurrent allemand, qu'elle rencontre pour la troisième fois en finale de Coupe du monde (1986, victoire argentine 3-2, 1990, victoire allemande 1-0).

#### Match pour la troisième place
| Match 63                           | Brésil  | 0 - 3   | Pays-Bas                                                      | Estádio Nacional, Brasilia                       |                                                  |
| 12 juillet 2014 17:00 heure locale |         | (0 - 2) | 3e (pen.) Van Persie · 17e Blind · 90+1e Wijnaldum (Janmaat ) | Spectateurs : 68 034 Arbitrage : Djamel Haimoudi | Spectateurs : 68 034 Arbitrage : Djamel Haimoudi |
| 12 juillet 2014 17:00 heure locale | Rapport |         |                                                               | Spectateurs : 68 034 Arbitrage : Djamel Haimoudi | Spectateurs : 68 034 Arbitrage : Djamel Haimoudi |

Alors que le Brésil cherche à se venger de l'humiliation allemande en demi-finale, les Pays-Bas abordent ce match sans pression. Il a suffi d'une incursion d'Arjen Robben dès la 3e minute de jeu pour faire exploser la défense brésilienne et obtenir un penalty transformé par Robin van Persie. Malgré une possession de balle brésilienne, les joueurs de Louis van Gaal, parfaitement organisés en 3-5-2, maîtrisent leur sujet. Daley Blind fait le break à la 17e minute et Julio César n'évite pas le 3 à 0 dans le temps additionnel. Les Oranjen finissent ce mondial sur une bonne note, ce qui n'est pas le cas de l'équipe du Brésil, qui n'a tout simplement pas été au niveau lors de « son » événement, en encaissant 10 buts sur ses deux derniers matchs, sans avoir jamais réellement convaincu tout au long de son parcours.

#### Finale
| Match 64 (finale)                 | Allemagne              | 1 - 0 a. p.           | Argentine | Stade Maracanã, Rio de Janeiro                  |                                                 |
| 13 juillet 2014 16 h heure locale | ( Schürrle) Götze 113e | (0 - 0, 0 - 0, 0 - 0) |           | Spectateurs : 74 738 Arbitrage : Nicola Rizzoli | Spectateurs : 74 738 Arbitrage : Nicola Rizzoli |
| 13 juillet 2014 16 h heure locale | Rapport                |                       |           | Spectateurs : 74 738 Arbitrage : Nicola Rizzoli | Spectateurs : 74 738 Arbitrage : Nicola Rizzoli |

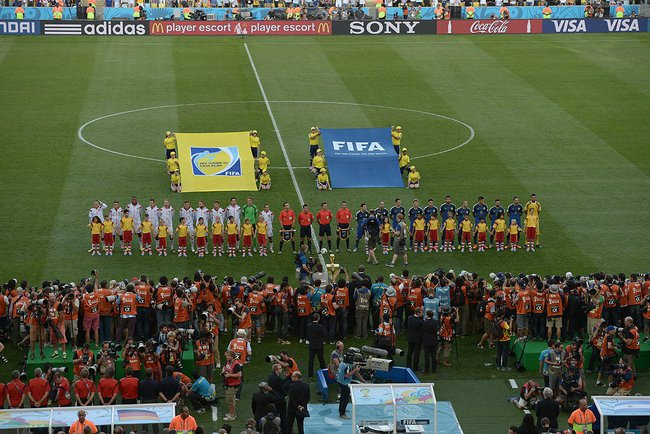
Les Allemands et les Argentins quelques minutes avant le coup d'envoi. Les deux équipes s'étaient déjà affrontées à ce stade de la compétition en 1986 et 1990.

La finale de la Coupe du monde de football 2014 est le match concluant la vingtième Coupe du monde. Elle a lieu le 13 juillet 2014 au stade Maracanã de Rio de Janeiro, à 16 heures locales.
Elle oppose l'Allemagne, qui s'est qualifiée aisément lors de sa demi-finale face au Brésil le 8 juillet, et l'Argentine, qui s'est qualifiée face aux Pays-Bas le 9 juillet.
Troisième finale de Coupe du monde opposant les deux formations après 1986 et 1990, elle se conclut aux prolongations par la victoire de l'Allemagne 1 à 0. Le but décisif est inscrit par Mario Götze sur une passe d'André Schürrle à la 113e minute. La Mannschaft remporte ici son quatrième trophée planétaire, vingt-quatre ans après la Réunification allemande effectuée l'année de l'obtention du précédent titre.

## Statistiques, classements et buteurs

### Statistiques
Les 32 équipes présentes disputent un total de 64 rencontres : 48 au premier tour et 16 dans la phase à élimination directe.

### Nombre d'équipes par confédération et par tour
| Confédération | Premier tour | Huitièmes de finale                                    | Quarts de finale                        | Demi-finales          | Finale      |
| ------------- | --- | ------------------------------------------------------ | --------------------------------------- | --------------------- | ----------- |
| UEFA          | 13 Allemagne, Angleterre, Belgique, Bosnie-Herzégovine, Croatie, Espagne, France, Grèce, Italie, Pays-Bas, Portugal, Russie, Suisse | 6 Allemagne, Belgique, France, Grèce, Pays-Bas, Suisse | 4 Allemagne, Belgique, France, Pays-Bas | 2 Allemagne, Pays-Bas | 1 Allemagne |
| CONMEBOL      | 6 Argentine, Brésil (organisateur), Chili, Colombie, Équateur, Uruguay                                                              | 5 Argentine, Brésil, Chili, Colombie, Uruguay          | 3 Argentine, Brésil, Colombie           | 2 Argentine, Brésil   | 1 Argentine |
| CONCACAF      | 4 Costa Rica, États-Unis, Honduras, Mexique                                                                                         | 3 Costa Rica, États-Unis, Mexique                      | 1 Costa Rica                            | -                     | -           |
| CAF           | 5 Algérie, Cameroun, Côte d'Ivoire, Ghana, Nigeria                                                                                  | 2 Algérie, Nigeria                                     | -                                       | -                     | -           |
| AFC           | 4 Australie, Corée du Sud, Iran, Japon                                                                                              | -                                                      | -                                       | -                     | -           |
| OFC           | - | -                                                      | -                                       | -                     | -           |
| Total         | 32 | 16                                                     | 8                                       | 4                     | 2           |

### Classement final
Le classement complet des 32 équipes ayant participé au tournoi prend en compte en premier lieu le stade de compétition atteint, en classant les équipes éliminées au même stade suivant le nombre total de points obtenus, puis la différence de buts et enfin le nombre de buts inscrits. Le nombre de points est calculé de la même manière que pour le premier tour, à savoir en attribuant 3 points pour un match gagné, 1 point pour un match nul et 0 point pour une défaite.
| Équipe             | Matches | Victoires | Nuls | Défaites | BP | BC | Diff. |    |   | Class. FIFA avant CM | Class. FIFA après CM | Progression CM     |
| ------------------ | ------- | --------- | ---- | -------- | -- | -- | ----- | -- | - | -------------------- | -------------------- | ------------------ |
| Allemagne          | 7       | 6         | 1    | 0        | 18 | 4  | +14   | 4  | 0 | 2                    | 1                    | Vainqueur          |
| Argentine          | 7       | 5         | 1    | 1        | 8  | 4  | +4    | 5  | 0 | 5                    | 2                    | finale             |
| Pays-Bas           | 7       | 5         | 2    | 0        | 15 | 4  | +11   | 9  | 0 | 15                   | 3                    | demi-finale        |
| Brésil             | 7       | 3         | 2    | 2        | 11 | 14 | -3    | 13 | 0 | 3                    | 7                    | demi-finale        |
| Colombie           | 5       | 4         | 0    | 1        | 12 | 4  | +8    | 5  | 0 | 8                    | 4                    | quart de finale    |
| Belgique           | 5       | 4         | 0    | 1        | 6  | 3  | +3    | 5  | 1 | 11                   | 5                    | quart de finale    |
| France             | 5       | 3         | 1    | 1        | 10 | 3  | +7    | 5  | 0 | 17                   | 10                   | quart de finale    |
| Costa Rica         | 5       | 2         | 3    | 0        | 5  | 2  | +3    | 11 | 1 | 28                   | 16                   | quart de finale    |
| Chili              | 4       | 2         | 1    | 1        | 6  | 4  | +2    | 7  | 0 | 14                   | 12                   | huitième de finale |
| Mexique            | 4       | 2         | 1    | 1        | 5  | 3  | +2    | 8  | 0 | 20                   | 18                   | huitième de finale |
| Suisse             | 4       | 2         | 0    | 2        | 7  | 7  | 0     | 3  | 0 | 6                    | 9                    | huitième de finale |
| Uruguay            | 4       | 2         | 0    | 2        | 4  | 6  | -2    | 8  | 0 | 7                    | 6                    | huitième de finale |
| Grèce              | 4       | 1         | 2    | 1        | 3  | 5  | -2    | 8  | 1 | 12                   | 13                   | huitième de finale |
| Algérie            | 4       | 1         | 1    | 2        | 7  | 7  | 0     | 6  | 0 | 22                   | 24                   | huitième de finale |
| États-Unis         | 4       | 1         | 1    | 2        | 5  | 6  | -1    | 4  | 0 | 13                   | 15                   | huitième de finale |
| Nigeria            | 4       | 1         | 1    | 2        | 3  | 5  | -2    | 3  | 0 | 44                   | 34                   | huitième de finale |
| Équateur           | 3       | 1         | 1    | 1        | 3  | 3  | 0     | 5  | 1 | 26                   | 21                   | premier tour       |
| Portugal           | 3       | 1         | 1    | 1        | 4  | 7  | -3    | 2  | 1 | 4                    | 11                   | premier tour       |
| Croatie            | 3       | 1         | 0    | 2        | 6  | 6  | 0     | 4  | 1 | 18                   | 17                   | premier tour       |
| Bosnie-Herzégovine | 3       | 1         | 0    | 2        | 4  | 4  | 0     | 3  | 0 | 21                   | 19                   | premier tour       |
| Côte d'Ivoire      | 3       | 1         | 0    | 2        | 4  | 5  | -1    | 7  | 0 | 23                   | 25                   | premier tour       |
| Italie             | 3       | 1         | 0    | 2        | 2  | 3  | -1    | 3  | 1 | 9                    | 14                   | premier tour       |
| Espagne            | 3       | 1         | 0    | 2        | 4  | 7  | -3    | 3  | 0 | 1                    | 8                    | premier tour       |
| Russie             | 3       | 0         | 2    | 1        | 2  | 3  | -1    | 4  | 0 | 19                   | 23                   | premier tour       |
| Ghana              | 3       | 0         | 1    | 2        | 4  | 6  | -2    | 6  | 0 | 37                   | 38                   | premier tour       |
| Angleterre         | 3       | 0         | 1    | 2        | 2  | 4  | -2    | 4  | 0 | 10                   | 20                   | premier tour       |
| Corée du Sud       | 3       | 0         | 1    | 2        | 3  | 6  | -3    | 6  | 0 | 57                   | 56                   | premier tour       |
| Iran               | 3       | 0         | 1    | 2        | 1  | 4  | -3    | 4  | 0 | 43                   | 49                   | premier tour       |
| Japon              | 3       | 0         | 1    | 2        | 2  | 6  | -4    | 4  | 0 | 46                   | 45                   | premier tour       |
| Australie          | 3       | 0         | 0    | 3        | 3  | 9  | -6    | 6  | 0 | 62                   | 76                   | premier tour       |
| Honduras           | 3       | 0         | 0    | 3        | 1  | 8  | -7    | 7  | 1 | 33                   | 40                   | premier tour       |
| Cameroun           | 3       | 0         | 0    | 3        | 1  | 9  | -8    | 4  | 1 | 56                   | 53                   | premier tour       |

### Hommes du match
| 4 fois - Lionel Messi 3 fois - James Rodríguez - Keylor Navas - Arjen Robben | 2 fois - Islam Slimani - Mario Götze - Thomas Müller - Neymar - Tim Howard - Karim Benzema - Guillermo Ochoa - Xherdan Shaqiri | 1 fois - Raïs M'Bolhi - Mats Hummels - Toni Kroos - Gonzalo Higuaín - Sergio Romero - Kevin De Bruyne - Eden Hazard - Jan Vertonghen - Edin Džeko - Júlio César - David Luiz - Alexis Sánchez | 1 fois (suite) - Eduardo Vargas - Jackson Martínez - Son Heung-min - Joel Campbell - Bryan Ruiz - Yaya Touré - Mario Mandžukić - Alexander Domínguez - Enner Valencia - David Villa - Clint Dempsey - Paul Pogba | 1 fois (suite) - Geórgios Samarás - Mario Balotelli - Gianluigi Buffon - Keisuke Honda - Giovani dos Santos - Rafael Márquez - John Obi Mikel - Peter Odemwingie - Robin van Persie - Cristiano Ronaldo - Luis Suárez |

### Ballon d'or du meilleur joueur
Le Ballon d'or Adidas est la récompense attribuée au meilleur joueur de la Coupe du monde 2014. Les deuxième et troisième joueurs reçoivent respectivement le Ballon d'argent et le Ballon de bronze.
La remise du trophée à Lionel Messi est critiquée par de nombreux observateurs, qui s'attendaient plutôt à voir le prix donné à Thomas Müller, Arjen Robben ou James Rodríguez.
Pour cette Coupe du monde, aucun gardien de but n'est proposé au prix, Manuel Neuer se contentant du classement annexe « Gant d'or », contrairement à un autre gardien allemand, Oliver Kahn, ballon d'or de la Coupe du monde 2002, devant Ronaldo. Sepp Blatter avait pour sa part préféré Neuer lors de ce Mondial.
| Les 10 nommés sont : - Ángel Di María (Argentine) - Javier Mascherano (Argentine) - Lionel Messi (Argentine) - Mats Hummels (Allemagne) - Toni Kroos (Allemagne) - Philipp Lahm (Allemagne) - Thomas Müller (Allemagne) - Neymar (Brésil) - Arjen Robben (Pays-Bas) - James Rodríguez (Colombie) | \| Place \| Joueur \| \| ------------------ \| ------------- \| \| Médaille d'or \| Lionel Messi \| \| Médaille d'argent \| Thomas Müller \| \| Médaille de bronze \| Arjen Robben \| |  |
| Place | Joueur |  |
| Médaille d'or | Lionel Messi |  |
| Médaille d'argent | Thomas Müller |  |
| Médaille de bronze | Arjen Robben |  |

### Soulier d'or du meilleur buteur
Le Soulier d'or est attribué au meilleur buteur de la compétition. Deux joueurs ou plus à égalité à la fin de la compétition sont départagés au nombre des passes décisives et s’ils sont toujours ex æquo, c’est le joueur ayant passé le moins de temps sur le terrain qui reçoit la récompense. Le nombre de matchs joués et de penalties sont là uniquement à titre d’information. La colonne « penalties » indique les penalties transformés pendant le temps réglementaire ou durant les prolongations : les tirs au but ne sont pas des penalties. Le trophée représente une chaussure de football de couleur dorée.
| Place              | Joueur           | Buts marqués | Passes déc. | Matches joués | Minutes jouées | Penalties |
| ------------------ | ---------------- | ------------ | ----------- | ------------- | -------------- | --------- |
| Médaille d'or      | James Rodríguez  | 6            | 2           | 5             | 399            | 1         |
| Médaille d'argent  | Thomas Müller    | 5            | 3           | 6             | 562            | 1         |
| Médaille de bronze | Neymar           | 4            | 1           | 5             | 457            | 1         |
| 4                  | Lionel Messi     | 4            | 1           | 6             | 693            | 0         |
| 5                  | Robin van Persie | 4            | 0           | 6             | 548            | 1         |
| 6                  | Karim Benzema    | 3            | 2           | 5             | 450            | 1         |
| 7                  | Arjen Robben     | 3            | 1           | 6             | 600            | 0         |
| 8                  | André Schürrle   | 3            | 0           | 5             | 155            | 0         |
| 9                  | Enner Valencia   | 3            | 0           | 3             | 270            | 0         |
| 10                 | Xherdan Shaqiri  | 3            | 0           | 4             | 387            | 0         |

### Équipes-types
La FIFA en elle-même n’a pas donné d’équipe-type pour la compétition toutefois, deux équipes-types ont été publiées sur le site de la FIFA :
- Castrol, sponsor de la Coupe du monde, a dévoilé son équipe ;
- il était également possible de voter pour la Dream Team sur le site de la FIFA.

Seuls Mats Hummels, Toni Kroos, James Rodríguez et Thomas Müller font partie de ces deux équipes-types et en même temps étaient nommés parmi les dix prétendants au prix du meilleur joueur (Ballon d’Or). Lionel Messi, désigné meilleur joueur de la compétition (Ballon d’Or), ne fait pas partie du Top 11 de Castrol et Javier Mascherano, un des dix prétendants à ce même Ballon d’Or ne fait partie d’aucune des deux équipes-types. Inversement deux joueurs présents dans les deux équipes-types (Manuel Neuer et Thiago Silva) n’ont pas été nommés dans les dix joueurs pouvant prétendre au Ballon d’Or du meilleur joueur.

#### Top 11
Castrol, sponsor officiel de la Coupe du monde, a déterminé une équipe de onze joueurs (appelée Castrol Index Top 11) avec le gardien, les quatre défenseurs, les quatre milieux de terrain et les deux attaquants les mieux classés dans un classement constitué à partir de statistiques de jeu (tacle, passe, appel…) recueillies tout au long de la Coupe du monde.
| Gardien      | Défenseurs                                           | Milieux                                       | Attaquants                 |
| ------------ | ---------------------------------------------------- | --------------------------------------------- | -------------------------- |
| Manuel Neuer | Marcos Rojo Mats Hummels Thiago Silva Stefan de Vrij | Oscar Toni Kroos Philipp Lahm James Rodríguez | Arjen Robben Thomas Müller |

#### Dream Team
À l’issue d’un vote en ligne ouvert à tous, une équipe appelée Dream Team a été donnée quelques jours après la fin de la compétition.
| Gardien      | Défenseurs                                   | Milieux                                   | Attaquants                        | Entraîneur  |
| ------------ | -------------------------------------------- | ----------------------------------------- | --------------------------------- | ----------- |
| Manuel Neuer | David Luiz Mats Hummels Marcelo Thiago Silva | Ángel Di María James Rodríguez Toni Kroos | Lionel Messi Thomas Müller Neymar | Joachim Löw |

### Récompenses annexes
| Prix                  | Lauréat      |
| --------------------- | ------------ |
| Meilleur gardien      | Manuel Neuer |
| Meilleur jeune joueur | Paul Pogba   |
| Prix du fair-play     | Colombie     |

Le premier but contre l’Uruguay de James Rodríguez (amorti de la poitrine enchaîné avec une reprise de volée de 18 m qui retombe sous la transversale) a été élu par 80 % des quatre millions de votants comme le plus beau but du tournoi devant la tête plongeante lobée de Robin van Persie et devant la balle piquée après un crochet du même James Rodríguez, lors de la victoire 4 à 1 face aux Japonais.
| Classement | But et buteur                                |
| ---------- | -------------------------------------------- |
| 1          | 1er but contre l’Uruguay de James Rodríguez  |
| 2          | 1er but contre l’Espagne de Robin van Persie |
| 3          | But contre le Japon de James Rodríguez       |

### Exclusions
Le joueur uruguayen Luis Suárez a été exclu du Mondial après avoir mordu le joueur italien Giorgio Chiellini et condamné à neuf matches et quatre mois de suspension de toute activité liée au football, il a été contraint de quitter ses coéquipiers de l’équipe d’Uruguay le 26 juin. En effet, la FIFA n’a pas autorisé l’attaquant de Liverpool à rester parmi ses partenaires à l’entraînement et il a été banni de tous les stades de football de la planète pour la durée de la sanction. Aucun joueur ne pouvait être appelé pour le remplacer.
Le même jour, les deux joueurs du Ghana Kevin-Prince Boateng et Sulley Muntari ont été exclus du mondial par leur fédération à la suite d'altercations avec des membres de leur encadrement.

## Controverses sur l'arbitrage

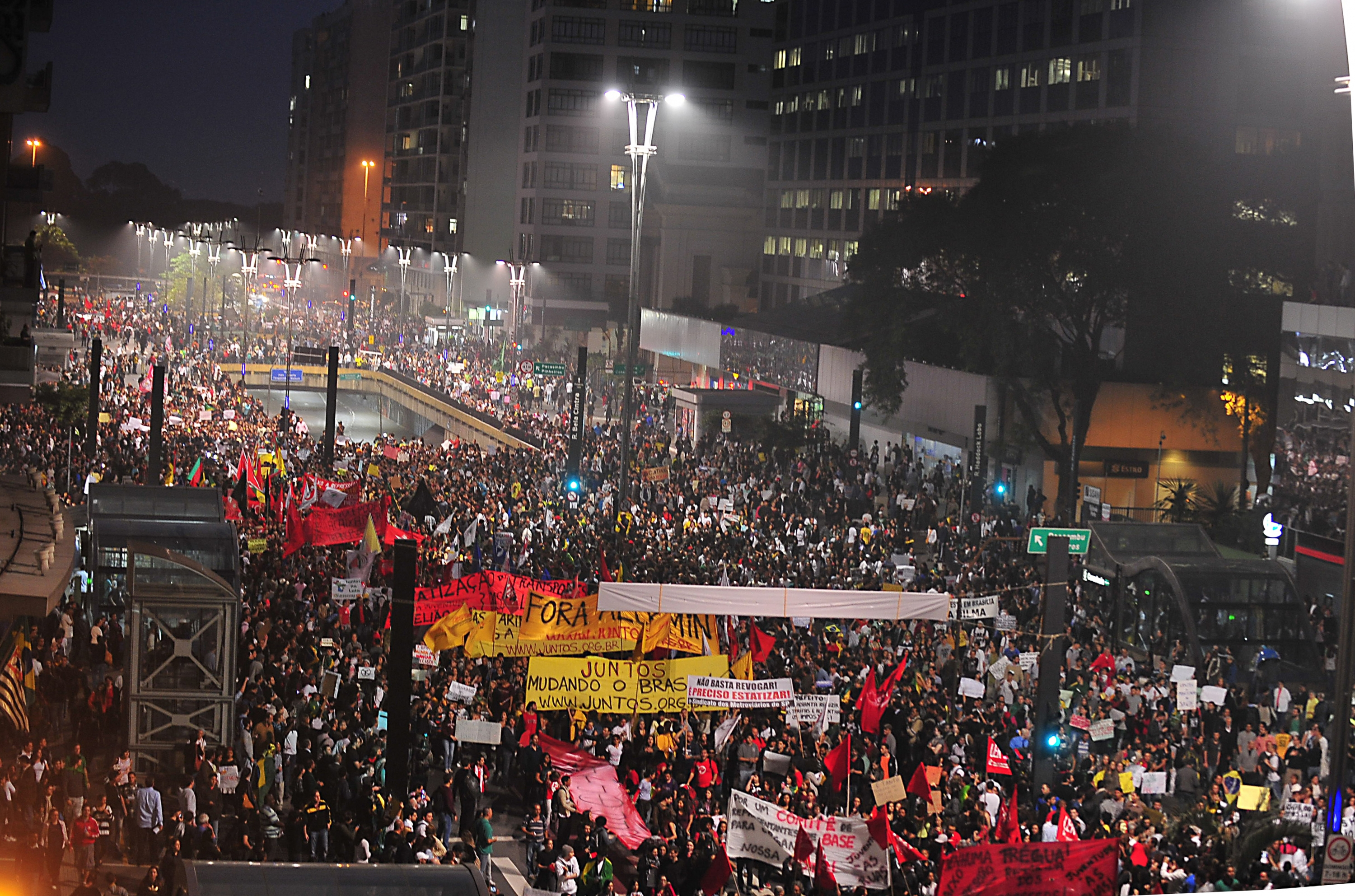
Sao paulo

L'arbitre de touche Humberto Clavijo a été écarté du tournoi, à la suite de son arbitrage du match Cameroun-Mexique (0-1). Il a refusé deux buts aux Mexicains, sur deux hors-jeu inexistants. Il est remplacé par l'Équatorien Christian Lescano,.
Lors du match France-Suisse (5-2), l'arbitre Björn Kuipers siffle la fin du match trente-sept secondes après le temps additionnel. Deux secondes plus tard, alors que les joueurs des deux camps continuent à jouer, le Français Karim Benzema marque un sixième but. L'arbitre ne le compta pas car considéré comme marqué hors du match. Des médias critiquent l’interruption du jeu au milieu d’une action de but.
Durant le match France-Nigéria (2-0), le jeu brutal français a causé des blessures à un joueur nigérian, Ogenyi Onazi, et un but pour le Nigéria en première mi-temps est refusé pour hors-jeu « pour le moins serré ». Toutefois, la qualification de l'équipe nigériane pour la phase des matchs à élimination directe avait déjà aussi été controversée après la victoire du Nigéria 1 à 0 face à la Bosnie-Herzégovine en match de poule alors qu'un but bosnien avait été refusé pour un hors-jeu qui fut finalement établi après coup comme n'ayant pas eu lieu.
Lors du match pour la troisième place, opposant le Brésil aux Pays-Bas (0-3), plusieurs fautes commises par les joueurs brésiliens ne sont pas sifflées par l'arbitre Djamel Haimoudi. Bien que les Néerlandais, en fin de tournoi, ne fissent aucune remarque sur l'arbitrage, les médias notèrent tout de même que l'arbitre avait cédé à plusieurs reprises à la pression populaire du public présent dans le stade, soutenant massivement son équipe.
Pendant la finale, le gardien allemand, Manuel Neuer, effectue une sortie dangereuse genou en l’air et, juste après avoir dégagé le ballon du poing, percute Gonzalo Higuaín situé sur sa trajectoire, l’arbitre ne sanctionne pas le gardien allemand mais l’attaquant argentin, ce qui crée une polémique.

## Aspects socio-économiques de la Coupe du monde

### Médias

#### En France

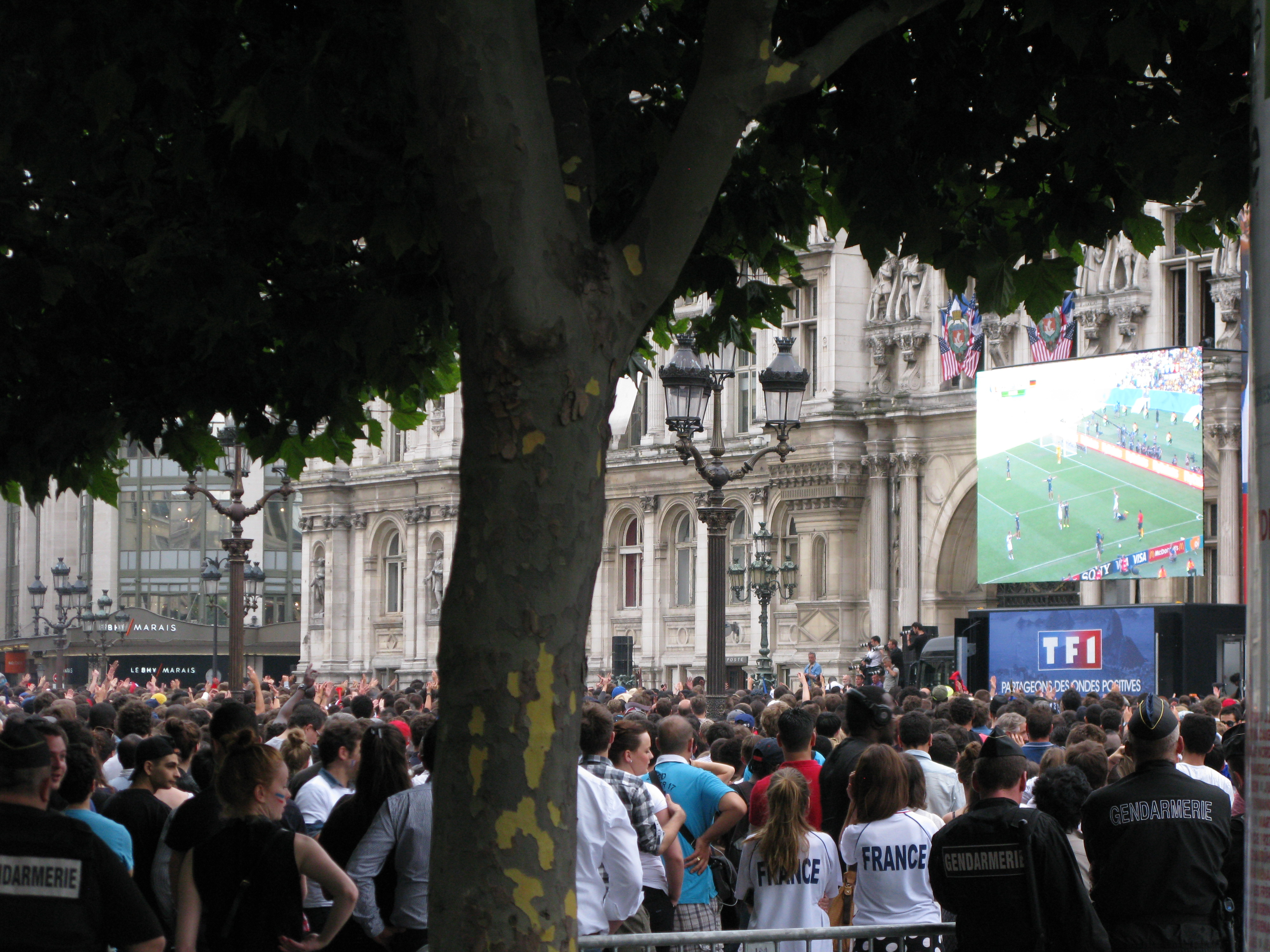
Retransmission des matchs par TF1, parvis de l'Hôtel de Ville de Paris.

TF1 a dépensé 130 millions d'euros pour acheter l'intégralité des 64 matchs de la compétition. Ne souhaitant en diffuser qu'une partie (28 matchs), elle a rétrocédé les droits de l'intégralité des matches, dont 36 en exclusivité, à la chaîne payante beIN Sports pour 50 millions d'euros. TF1 espérait entre 43 et 55 millions d'euros de retombées publicitaires autour des affiches diffusées sur son antenne, en fonction du parcours de l’équipe de France. La commercialisation des écrans pub de TF1 va de 6 000 euros bruts (avant négociation) pour des matchs de poule sans la France (100 000 euros avec la France) à 357 600 euros les 30 secondes de spot publicitaire (« golden spot » entre l'hymne national et le début de la finale) pour la finale à laquelle accéderait la France. TF1 fait payer le spot à la mi-temps durant les premiers matchs France-Honduras ou encore Suisse-France 185 000 euros les 30 secondes, 165 000 euros (42 000 euros sans la France) en huitième de finale, 175 000 euros (67 000 euros sans la France) en quart de finale, 215 000 euros en demi-finale.

### Bilan financier
La Coupe du monde, qui génère 90 % des revenus de la FIFA, devrait lui apporter 4,9 milliards d’euros de recettes (4,2 milliards lors de la coupe du monde en 2010). Elles proviennent pour environ 60 % des droits de retransmission des matches (radio, Internet et surtout télévision) et 40 % de la vente des droits marketing et du licencing. Le comité d’organisation local se réserve quant à lui la perception directe des ressources issues de la billetterie, des sponsors nationaux et reçoit une subvention de la FIFA.